# 中國
- 關於1949年在北京成立，現今国际上广泛承认代表中國，實際統治中国大陆（含港澳地區）的政權，請見「中華人民共和國」。
- 關於曾经在国际上广泛代表中国，現實際統治台澎金马地区、並被通稱為「臺灣」的政權，請見「中華民國」。

- 关于中国或中华的其他意思，請見「中国 (消歧义) 」和「中华 (消歧义)」。

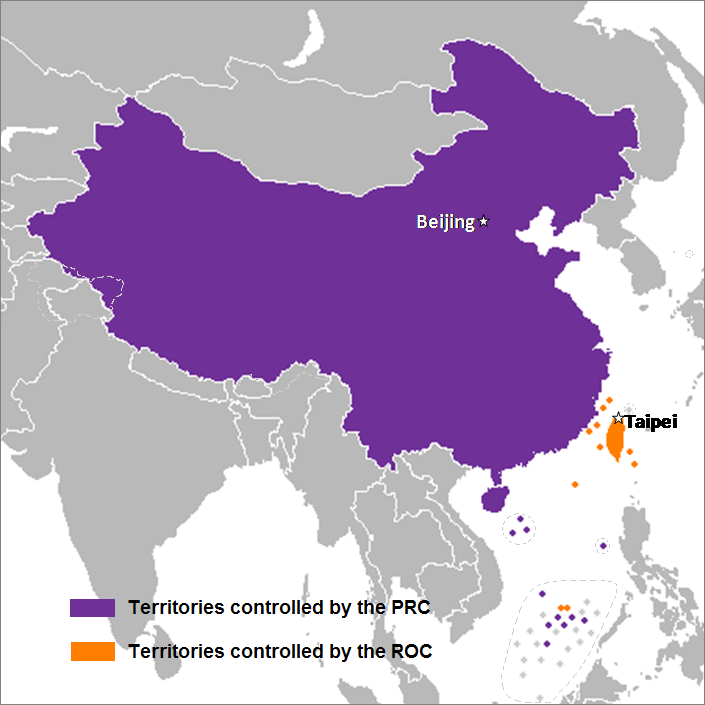
PRC目前实际統治大陸地區（包括 港澳地區、海南及西沙群島、中沙群島、南沙群島部分地區）
ROC目前实际統治臺灣地區（包括 金門、馬祖地區及東沙群島、南沙群島之太平島與中洲礁）^{*}圖中島嶼並非實際大小

中國是涵蓋亞歐大陸東部廣大面積的地域、以及在此建立的國家，以漢族為主體民族。在汉语的傳統觀念，其指位於天下正中的國家。原指包括今河南一带及附近黄河中下游流域的「中原」地區；经過歷代王朝與周邊各政權的交流與征戰，中國的疆域版图几经扩张与缩减，除了被稱為「漢地」的核心地帶外，現今還擴及黑龍江流域、塞北、西域、青藏高原及南海諸島等地。目前国际上广泛承认代表「中国」的政权是中华人民共和国。
华夏是人类的文明摇篮之一。新石器时期，中原地区开始出现聚落组织；公元前27世纪左右出现方国，方国制度以共主為首；前20世纪开始，古代中国进入世袭的封建阶段；公元前2世紀，秦滅六國，完成中國第一次大一統。此後两千年來，中國的政治制度以半傳統的夏代為基礎的世襲君主制運作，此後经多次擴大，破裂，重組，朝代更迭，經過數次统一与分裂交替进行。直到1911年辛亥革命後建立中華民國，中國的政體從君主制轉為共和制。1945年第二次國共內戰爆發後，中國共產黨控制中國絕大部分領土並於1949年建立中华人民共和国，中國國民黨执政的中華民國政府則在該年底撤退至台灣，形成兩岸分治的政治格局至今，雙方在冷戰時期均聲稱自身為中國正統政權。在聯合國系統内，中華民國自聯合國創立以來持有「中國」席位，直到1971年《聯合國大會第2758號決議》通過被中華人民共和國取代。
中國經濟在相当长的历史时期中在世界上占有重要地位，其周期通常与王朝的兴衰更替對應。中國經濟史可分为几个階段：第一階段為遠古至西晉末年，其中以三國孫吳時轉變較大；第二階段為東晉至北宋末年，其中以唐安史之亂劃分為前後；第三階段為南宋建立至鴉片戰爭。自明清以来，由于保守的對外政策，實行海禁，以及受重农抑商思想和对于工业的轻视，中國工业化程度发展较慢。而西方國家在19世纪工业革命後的工業成品，無論在數量和品質上，相較於當時中国純手工業經濟出産的商品，佔有壓倒性優勢，而同时期的西方由于工业革命的影响，工业化水準大幅提升，以工业为基础的经济也快速发展，致使中国經濟落後於西方。1978年改革開放施行後，中国经济發展迅速，對世界經濟的影響也日漸顯著。
中国文化歷經上千年的歷史演變，是各區域、各民族古代文化長期相互交流、借鉴、融合的結果。在長期的歷史發展中，中國形成了多元一體的中華文化格局。作为其主体的汉文化对日本、朝鮮和东南亚有深远影响，形成漢字文化圈。中国传统艺术形式有国乐、相声、戏曲、书法、国画、文學、陶瓷藝術、雕刻等，传统娱乐活动有象棋、围棋、麻将、中国武术等。茶、酒、菜和筷子等为中国的特色饮食文化，春节（阴历新年）、元宵、清明、端午、七夕、中秋、重阳、冬至等为中国传统节日。中国传统上是一个儒学国家，以夏历为历法，以五伦为道德准则。春秋时期孔子「有教无类，因材施教」开始办私塾培养人才，汉朝时采用察举推选政府官员，隋朝起实行科举在平民中选拔人才。此外，中国各朝代都设有史官，因此保存有十分详尽的历史资料，如《二十四史》、《资治通鉴》等。古代中國在科學領域上也有豐厚的成就。

## 名稱
“中或”（中國）
「中國」一词目前最早見於公元前11世纪商周之際，此前则难以考证。在殷墟甲骨文中已有“四方风”、“西或（西面的国家）”、“东或（东面的国家）”等词汇，殷人则自称“中商”。西周初年的何尊中周成王提到“余其宅兹中国”，意为“我要到中国（殷商故地）去定居”；铭文中的“国”字正写作“或”，这反映出其“中国”一词可能是从殷人那里继承过来的。《尚书·梓材》：“皇天既付中國民越厥疆土于先王；肆王惟德用，和懌先後迷民，用懌先王受命”（公元前1042年，周公旦語衛康叔），這個「中國」指的是“居天下之中”的邦國（「國」作「國家」解）；
商、周的華夏人認為，在天子居住的都城以外，依次有侯、甸、采、衛等衛戍；再之外則為蛮、夷、戎、狄，“居天地之偏”，称为四夷。最早的實物資料是何尊上的铭文（公元前1038年，周成王語何），原文為「隹珷王既克大邑商，𠟭廷告于天，曰：余𠀠宅𢆶中或，自之辥民」，釋讀為“唯武王既克大邑商，則廷告於天，曰：余其宅兹中國，自兹乂民。”這個「中或（中國）」指的是以洛陽盆地為中心的中原地區（此處「國」作「地域」解）。春秋戰國時期，中國主要指諸夏列邦之全體
。
漢代延續了先秦時期的天下觀念，並且出現了中外之分、敵我區隔這樣與現代相似的用法。魏、晉、宋、齊、梁、陳皆稱呼自己為中國，而以吳、蜀、北朝為「賊」、「虜」、「偽」等。北朝及隋唐亦自稱中國。五代十國時期，中原政權自稱中國，其他政權大多受封、朝貢。宋代时，歐陽修將十國政權列爲世家，彭汝礪視五代十國是分裂的中國。在遼宋和金宋的南北對峙時期，「中國」一詞的政治意義再次凸顯：遼與北宋、金與南宋都自稱中國，都不承认对方为中国。古代「中國」是否為专有名词存在爭議。然而清代前已陸續有各朝代於其國家律法、對外條約和外交事務中，以「中國」一詞行文或發言自稱。
對外官方交往中，已知最早使用「中國」的是西漢，比如漢使陸賈對南越王趙佗說：「中國之人以億計，地方萬里，居天下之膏腴，人眾車轝，萬物殷富，政由一家，自天地剖泮未始有也。」唐太宗赐薛延陀国书有：“中國禮義，未始滅人國，以頡利暴殘，伐而取之，非貪其地與人也。”元世祖賜高麗國書有：“中國之姓雖更，外邦之貴不闕。”給日本国书有：“日本密邇高麗，開國以來，時通中國，至於朕躬，而無一乘之使以通和好。”明太祖赐日本国书有：“朕本中国之旧家，耻前王辱，兴师振旅，扫荡胡番。”萬曆皇帝給豐臣秀吉的詔書稱：“咨爾豐臣平秀吉，崛起海邦，知尊中國。”清朝自入主中原以来即以中國自稱。1689年，清朝与俄国签订的《尼布楚条约》中，将“中国”譯成拉丁文，作为现代国家概念的名稱使用。第一次鴉片戰爭後簽訂《南京條約》，這是漢文的“中国”首次在条约中作为现代国家概念使用。1909年，受到西方國際法的衝擊，清朝頒佈中國第一部成文國籍法，明確地以現代法律形式自稱為「中國」，首次在法律上賦予了現代國籍法和「中國國籍」的意義。1912年中华民国成立后，通稱「中國」，从此“中国”成为國際法现代主權国家正式名称。中华人民共和国成立后，也通称“中国”。
“中国”的同（近）義詞有“華”、“夏”、“中華”、“神州”、“中土”、“唐山”等。梵文對中國的稱呼為Cina，其語源來自中國史上第一個統一帝國「秦」，意思為「秦地」；希伯來文為Sininm，粟特文為Cynstn，拉丁文為Thin，希臘文為Sinai、Tzinitza，阿拉伯文為Cyn、Sin、Thin，漢譯真丹、震旦、脂那等。南宋以後，意大利語為Kathay、法語為Cathay，即漢語契丹，明以後為Cina、Chine，惟俄語仍稱契丹。英文對中國的稱呼為China，古日語對中國的稱呼有諸越、伽羅、唐土、西土、吳國等。

## 历史

### 上古史

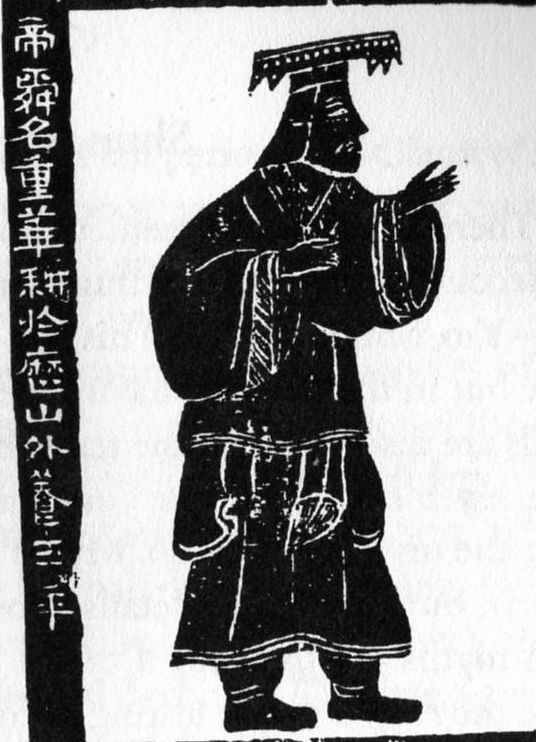
山東嘉祥武氏墓群石刻中的帝舜，為其最早的肖像

中國歷史如果從文字出现的商朝算起約有三千五百年（信史）；從经过二重證據法證明的夏朝算起約有四千二百年；從三皇五帝的傳說時代算起約有四千六百年；從盤古、伏羲、女媧等不確定的神話時代算起約有五千年（傳統意義上的長度）；從標誌著人類文明萌芽的新石器時代磁山文化算起約有一萬年；從人類開始脫離原始生活的舊石器時代藍田猿人文化（非智人）算起約有八十萬年的歷史。
中华文明起源于黄河文明和长江文明。中国旧石器时代早期文化有蓝田人文化、元谋人文化、巫山人以及郧县人文化等，中期则以北方的北京人和南方的长阳人、观音洞文化为代表，晚期有山顶洞人、柳江人、资阳人等。中石器时代有下川文化等。新石器时代有裴李崗文化、磁山文化、仰韶文化、龙山文化等。
中国传说时代是指在文字记载出现之前，依靠世代口耳相传所描述的远古历史时代，是中國地區古代傳說和神話的一部份。中国神话中盘古开天地，女娲补天造人，描述了世界与人类起源。中国传说时代，伏羲教民渔、猎、畜牧，创造八卦文字，神农开创农业及医药，燧人发明钻燧取火，此即三皇。三皇之后的首领，黄帝、颛顼、帝喾、尧、舜为五帝。
传说黃帝原系炎帝部落的一個分支的領袖，強大之後在阪泉之戰中擊敗炎帝，成為新部落聯盟首領，之後又與東南方的蚩尤部落發生衝突，在涿鹿之戰中徹底擊敗對手，樹立自己的霸主地位。後來黃帝的孫子顓頊和玄孫帝嚳繼續擔任部落聯盟的首領。帝嚳的兒子堯繼位，創立禪讓制，傳位給舜。在舜時期，黄河洪水氾濫，鯀採用堵塞的方法，結果洪水更厲害了，鯀被處決，他的兒子禹採用疏導的方法治水成功，因此受舜禅让继帝位。

### 中世史
古代中国经历朝代更迭不下數次，统一与分裂交替發生，其中统一的时期有秦汉、西晋、隋唐、北宋（局部统一）、元代、明代、清代等，分裂时期有春秋战国、三国、五胡十六国时期、南北朝、五代十国、宋辽金元等。
公元前二十一世纪，禹的儿子启建立了中国第一个世袭朝代夏朝。四百余年后汤推翻夏，创建商朝，是目前通过考古确认的第一个中原王朝。约前1046年周武王灭商建立周朝。周经周武王、周成王和周康王三代的治理，建立完备的礼治社会，成王、康王在位期間後被稱為成康之治。前841年的国人暴动成为中国历史有确切纪年的开始，此後周朝開始衰退。前771年西周滅亡，东周建立，中原進入诸侯争霸春秋、戰國時代。
公元前221年，秦始皇消灭六国，建立秦朝，统一中国。从此中国结束分封体系，开始中央集权的君主统治时代。前二零七年秦朝灭亡，在随后的楚汉战争中，刘邦打败项羽于前202年建立汉朝，西汉經歷文景之治、漢武盛世、昭宣之治，中國的國勢來到第一個輝煌的高峰，与西方的罗马帝国同时成為舉足輕重的大帝國。经历王莽短暂的新朝后，刘秀于公元25年建立东汉。东汉末年，中国又进入分裂战乱的三国时期。280年司马炎重新统一，建立晋朝（西晋）。此后不久胡人入侵，在北方先後建立十六国的割據政权，与南方的东晋并存。420年东晋灭亡后，由刘裕建立南朝宋，北方则由北魏于439年统一，中国进入长达170余年的南北朝对立局面。
581年，隋文帝杨坚建立隋朝，589年灭陈后，重新统一中国，结束逾270年的分裂局面。618年隋末农民战争中唐高祖李渊建立唐朝，其子唐太宗李世民勵精圖治将唐朝带入全盛时期，史称“贞观之治”。之後唐朝经历唐高宗及武則天长达五十六年的統治，並在唐玄宗李隆基時期的「开元盛世」達至鼎盛。其后755年发生安史之乱後國勢漸衰，藩镇割据形成，唐朝于907年灭亡。华夏民族經歷過唐朝以后，國威遠播，也自称或被稱为唐人。唐朝灭亡之后，中国进入分裂动乱的五代十国割据时期，后晋向契丹割让燕云十六州后，中原失去北方燕山长城的屏障。960年，赵匡胤發動陈桥兵变，建立宋朝，北宋统一战争结束逾二百年的藩镇割据，中国局部统一，但宋朝因无法收复燕云十六州及河西走廊，一直先后受到契丹/辽、西夏、金和蒙古的威胁，宋朝由北宋时的守势，转为南宋的割地求和，1141年后南宋与金南北对峙。最終于1271年，蒙古人成吉思汗之孙忽必烈建立元朝，定都大都（今北京市）。1276年元朝併南宋，開啟了“大中國”時代，奠定今中国版图。
1368年，朱元璋率軍攻克元大都建立明朝。明朝在永乐帝时进入永乐盛世，期间郑和下西洋，明朝国力达至鼎盛，1449年发生土木之变，明朝转趋守势，改以修筑明长城以对抗蒙古诸部的威胁，北虏南倭的问题长期不能解决，与此同时西班牙帝国、葡萄牙帝国等欧洲国家逐渐崛起，并开始向外扩张，外国势力开始进入中国，并爆發戰爭與衝突，葡萄牙在澳门建立根据地，最终明朝于1644年被李自成所灭。同年清兵入关，建立清朝。明朝遗臣在南方建立南明，但很快被清朝所灭。郑成功在台湾击败荷兰東印度公司殖民者，明郑觸角擴及大員，荷屬福爾摩沙解體。1683年清朝灭明郑，把原明鄭領地纳入中国版图，统一全国。1689年在黑龙江与沙俄交战，其後簽訂尼布楚條約，首度确立现代边界。之后康熙帝、雍正帝和乾隆帝三朝皇帝开创康乾盛世。

### 近世史
1840年，鸦片战争打开了中国的大门:503，标志着中国近代史的开端:54:3。此后清政府在多場對外戰爭中戰敗，被迫同列強签订一系列不平等条约，赔偿巨额白银，并割让香港给英国，承认澳门归屬葡萄牙，割让台澎给日本，以及割让东北、西北大片领土给沙俄。而中国内部也发生民變，其中太平军在1851至1872年间，攻克过城市六百余座。清政府曾开展了洋务运动、戊戌变法、清末新政等运动试图自救。
1911年10月10日，辛亥革命首义于武汉武昌爆发，隨後革命迅速蔓延，眾多省份宣布獨立。1912年1月1日，中華民國南京临时政府宣告成立。1912年2月12日，清朝末代皇帝溥儀下詔退位，至此，中国長達2132年的君主專制正式结束:55:98。建国初期，中华民国政府由袁世凱為首的北洋軍閥掌权，史稱北洋政府。1919年，北洋政府在一戰後的巴黎和會上未能捍卫国家利益引发五四运动。1919年10月10日，中華革命黨改組為中國國民黨。1921年7月，中国共产党成立。1924年，中國國民黨與中國共產黨开始合作，1926年發動国民革命军北伐。1927年，國民黨清黨，中共開始進行“工农武装割据”。1928年，国民政府形式上完成了中国統一，但旋即又陷入與中共、軍閥和日本帝國的衝突之中。1937年7月7日，盧溝橋事變發生，中国抗日战争全面爆發。首都南京淪陷後，國民政府被迫西遷重慶。1945年日本投降，國民政府接管臺灣與澎湖，並成為聯合國安理會常任理事國。之後，由於国共两党在政治民主化、軍隊國家化问题上分歧严重，第二次國共內戰爆發。1947年，國民大會通過《中華民國憲法》，國民政府改組為中華民國政府並開始行憲，中國國民黨總裁蔣中正於翌年正式就任中華民國總統。中國共產黨及部分民主黨派拒絕承認該憲法和政府改組，國共內戰仍然持續。1949年底，中華民國政府在內戰失去對中國大陸的控制，遷至臺北，形成两岸分治的局面。
1949年10月1日，中国共产党领导下的中华人民共和国成立。在第一代最高领导人毛泽东的领导下，建国初期进行了镇压反革命、抗美援朝和土地改革等三大运动，并通过生产资料所有制的社会主义改造在全国范围内建立社会主义制度。然而，自1950年代末至1970年代末的大跃进、文化大革命等連串激烈的政治运动，對中国大陆的经济文化造成了嚴重傷害。不过，在建国的前三十年间，中国大陸在蘇聯的大力幫助下仍初步建立了现代工业、农业、国防和科学技术体系，实现了两弹一星等科技成果。1971年10月25日，联合国决议“恢復中華人民共和國在聯合國組織中的合法權利問題”，承认中华人民共和国是五个安理会常任理事国之一。1978年，中共十一届三中全会决定进行改革开放，邓小平成为第二代最高领导人，随后中国大陸逐步建立“以公有制为主体、多种所有制经济共同发展”的经济制度，并通过大规模体制改革逐步建立中国特色社会主义制度。1989年，六四事件使中国大陸受到西方国家全面的经济封锁和武器禁運，陈云等保守派领导人趁机质疑反对改革开放政策。但1992年，邓小平南巡后中国重新开始经济改革，并正式建立社會主義市場經濟体制。1997年7月1日，香港回歸；1999年12月20日，澳門回歸。2008年，中国成功举办了第二十九届夏季奥林匹克运动会。2009年，中国超过德国成为全球最大出口国。2010年，国民生产总值超过日本升至世界第二，同年，中国举办上海世博会。2022年，中国举办了第二十四届冬季奥林匹克运动会。当前，中国的综合国力已处于世界前列。

## 地理

### 疆域

中国历史疆域的變化

中国疆域自远古以来不断演进变化，经过了数千年的发展历程。大約在距今七千年到一萬年以前，华夏部族活動于黄河中下游的廣義中原地域，而周边则分布着东夷、百越、楚、西戎等先秦部族。夏、商、周以后王朝的疆域逐渐扩大至长江流域。秦朝把疆域扩张到珠江流域，统一漢地九州，奠定了中国核心地带的基础。两汉和西晋时期，中国王朝扩张至西域。唐朝由于文明昌盛、多国自降或来贡，使得版图向西和向北扩展，最远到达中亚、外兴安岭地带。经历五代十国的战乱，北宋的疆域已经大大缩小，失去燕云十六州及河西走廊。元朝時，中國第一次完全被外族統治，蒙古帝國統治疆域包括蒙古、西藏，以及新疆和西伯利亚部分地区，其疆土為中國歷史上最大的时期，而后明朝中叶时的疆界又被蒙古壓至明长城一帶。清朝初期，中国疆域再次扩张，并控制了今蒙古国、新疆和西藏等地，但后来在清末政府积弱不振且屡受外国侵略的影响之下，失去了大片领土。中华民国大陆时期疆域數度變更，後期由于外蒙古独立，中国版图北面凹陷，變成现在的形狀。中华人民共和国政府从2014年，开始在南海大规模填海造岛，拓展海洋疆域。

### 地形
喜马拉雅构造期，印度板块与欧亚板块撞击，青藏高原隆起，形成了中国的地貌。中国地势西高东低，成阶梯状分布：西南部是“世界屋脊”，全球平均海拔最高的高原青藏高原，地势最高，平均海拔4000米以上，为第一阶梯；以昆仑山脉、祁连山脉、横断山脉为界，向东向北下降为一系列高原和盆地，平均海拔1000～2000米为第二阶梯；在大兴安岭、太行山、巫山、武陵山、雪峰山一线以东多为平原和丘陵，为第三阶梯。再向东为中国大陆架浅海区，也就是第四级阶梯，水深大都不足200米。
中国山区广阔，山地、高原和丘陵约占全国土地总面积的三分之二；中国地理有四大高原，四大盆地和三大平原之说，依次为青藏高原、云贵高原、内蒙古高原和黄土高原；塔里木盆地、准噶尔盆地、柴达木盆地和四川盆地；东北平原、华北平原和长江中下游平原。另有大地形区东南丘陵。长江和黄河是中国最长的两条河流，其他主要河流有黑龙江、珠江、淮河等。塔里木河是中国最长的内流河。

### 物产
中國地大物博，擁有豐富的天然資源。中国水能资源居世界第一位，海洋资源开发潜力巨大，矿产资源数量丰富，品种齐全，其中在中國東北和山西有大量煤而江西省的鎢藏量是世界第一，此外鐵、銅和稀土等礦產也很多，除此之外，中國也有石油和天然氣等資源。中国是世界上拥有野生动物种类最多的国家之一，几乎拥有北半球所有植被的类型。

### 气候
中国气候在历史上分为「暖期」和「冷期」。在仰韶文化至河南安阳殷墟时代的二千年间，年平均温度比现在高2℃左右。此后，年平均温度有2～3℃的摆动。其中，寒冷时期出现在公元前1000年、公元400年、公元1200年和公元1700年左右，而汉唐两代则是比较温暖的时代。氣候的變異会导致乾旱、澇害及蝗禍等自然災害。災害如果是嚴重並對國民生計帶來持續影響，更有機會引發大規模農民起義，最终導致政權崩溃，外族亦會乘機入侵。
由于中国南北方向跨纬度较大，达四十九度，冬季南北气温差别很大，最冷月均温攝氏零度等温线大致沿秦岭—淮河一线分布；漠河镇与海口市的一月平均气温相差接近攝氏五十度。夏季，除青藏高原等地区外，各地七月平均气温大多在攝氏二十度以上。中国冬季气温最低的地方在黑龙江的漠河镇，一月平均气温为攝氏負三十點六度，极端最低气温攝氏負五十二點三度；气温最高的地方在西沙群岛附近，一月平均气温为攝氏二十二點九度。中国夏季温度最高的地方是新疆维吾尔族自治区的吐鲁番，七月平均气温为攝氏三十三度，极端最高气温攝氏四十九點六度。

## 政治

### 政治制度

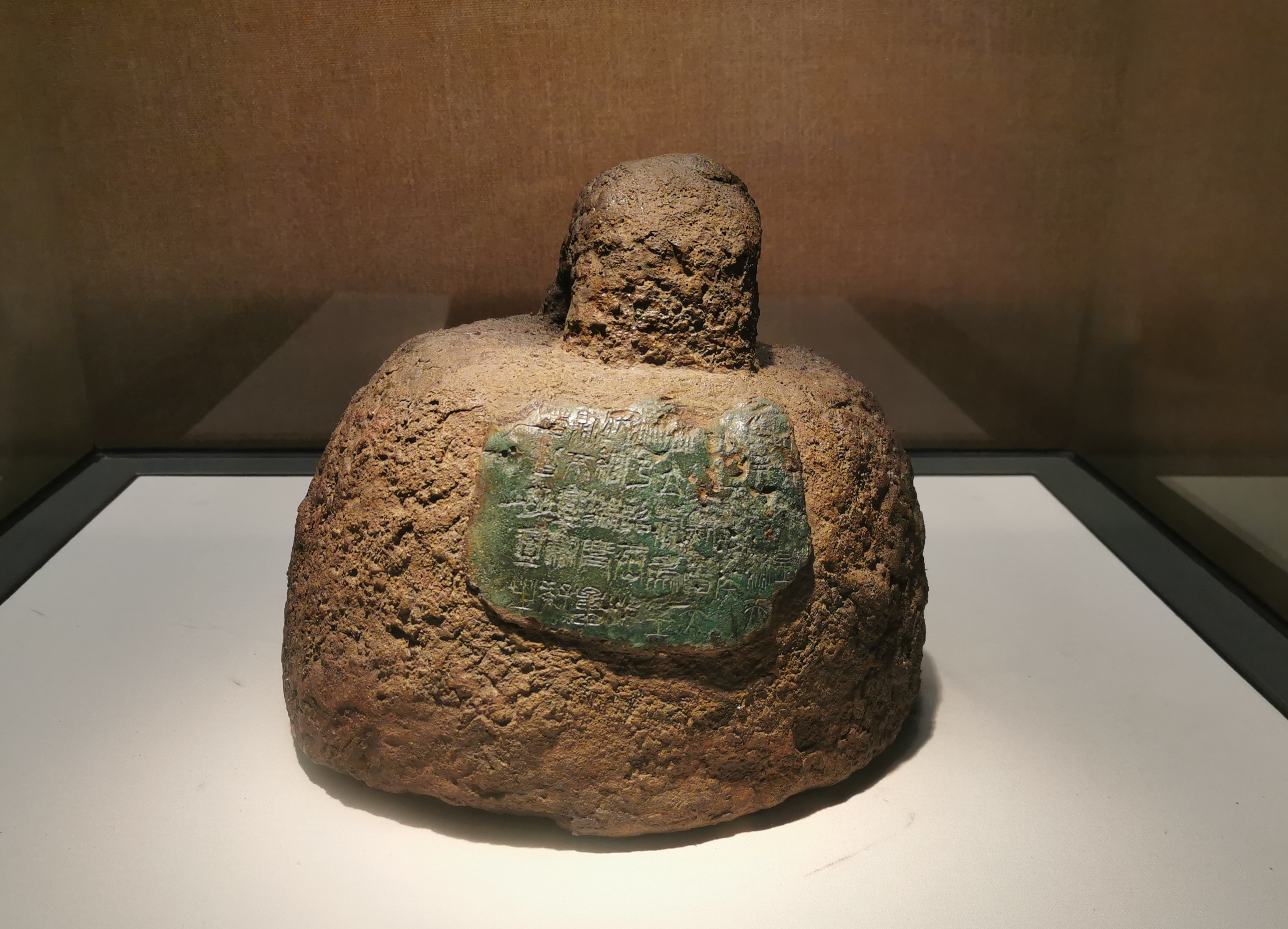
秦始皇統一天下後鑄造的鐵權，其上銘文寫道：廿六年，皇帝盡並兼天下諸侯，黔首大安，立號為皇帝。乃詔丞相狀、綰：法度量則不壹，歉疑者皆明壹之

原始社会以氏族部落构成，后来逐渐出现社稷政权。堯、舜、禹时代采用禅让制继承统治权。禹的儿子啟建立的夏朝，是中国第一个世袭王朝。后被商推翻，商又被周推翻。夏商周都采用分封制，诸侯贵族的权力很大。周王朝丧失统治权以后，中国进入了诸侯混战的春秋战国时期。春秋战国时代，是中国历史上的大变革时期，各诸侯国为了图存自强，先后进行了政治和经济的改革，中国史书称之为“变法”。其中，管仲、子产是法制的先驱。战国时期又有魏国李悝变法，楚国吴起变法，韩国申不害变法，赵国赵武灵王胡服骑射，齐国邹忌变法，燕国乐毅变法，秦国商鞅变法等。这些变法运动打击了贵族世袭势力，实行“军功授爵”和“唯才是举”，而商鞅变法是各国变法中最彻底的，为秦国统一中国奠定了基础。
前221年，嬴政統一中國建立秦朝，开创和奠定了“君主专制加中央集权”的政体，影响了中国整整二千多年。自秦以后，中国主要采用宗法制、郡县制和中央集权制（各个朝代又有较多差别，如西汉的中央集权在很多时候并不是主流）。通常的情况是一个王朝在建立的初期可以励精图治，国家处于上升阶段。之后开始守成，社会矛盾逐渐积累。在王朝的末期，国家政治腐败，社会矛盾激化，最终通过大规模的战争结束旧王朝，建立异姓的新王朝。或者是大规模的外族入侵，导致旧王朝的覆灭。古代中国的政治是人治与维护君主权力的所谓“法治”并行。宗法制和政府中央集权强化统一的国家观念。“合久必分，分久必合”描述国家在统一和分裂的状态间不断循环的历史。
1840年鸦片战争后，中国沦为列強的半殖民地，有识之士渴望改革中国千来以来的陈旧制度。1911年，辛亥革命推翻帝制，建立了共和制的中华民国。1945年，第二次世界大战后，共产主义和资本主义的严重对立导致第二次国共内战，中国共产党最终取得大陆地区的控制权，建立中华人民共和国，实行社会主义制度；而中华民国政府撤退至台湾，实行资本主义制度。1978年后，中华人民共和国实行经济改革，转向社会主义市场经济并成功的实现了经济快速发展，中华民国亦在1990年代先后实施解严、解除党禁报禁、实施总统直选等民主化改革，急速转型为多党制的自由民主政权。

### 行政区划

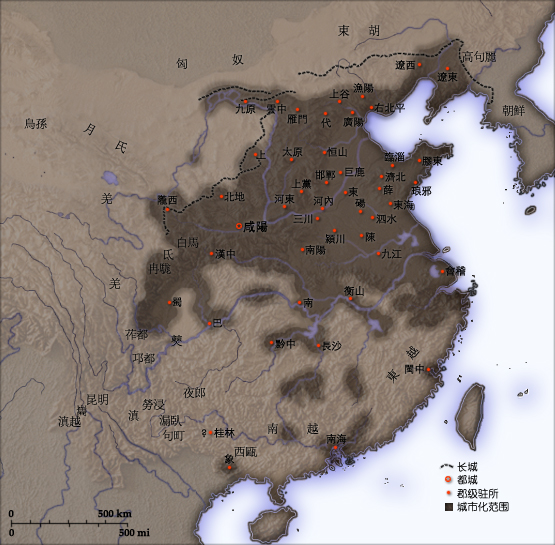
秦朝诸郡

中国区划可以追溯到夏朝。《尚书》中的《夏书·禹贡》记载，大禹的时候，天下分为九州，分别为冀州、兖州、青州、徐州、扬州、荆州、梁州、雍州、豫州。到了商、周时期，实行分封制，各地由诸侯国统治。自秦朝至清朝，中国的地方行政区划制度大致可分为三个阶段：秦汉魏晋南北朝时期的州、郡时代，隋唐五代宋辽金时期，道、路时代，元明清时期，行省时代。在中国历史上，很多城市都曾經成为過中国的首都。公众认知度最高的“四大古都”是西安、南京、洛阳、北京，此外与开封、杭州、安阳、郑州、大同则并称为“九大古都”。

## 軍事

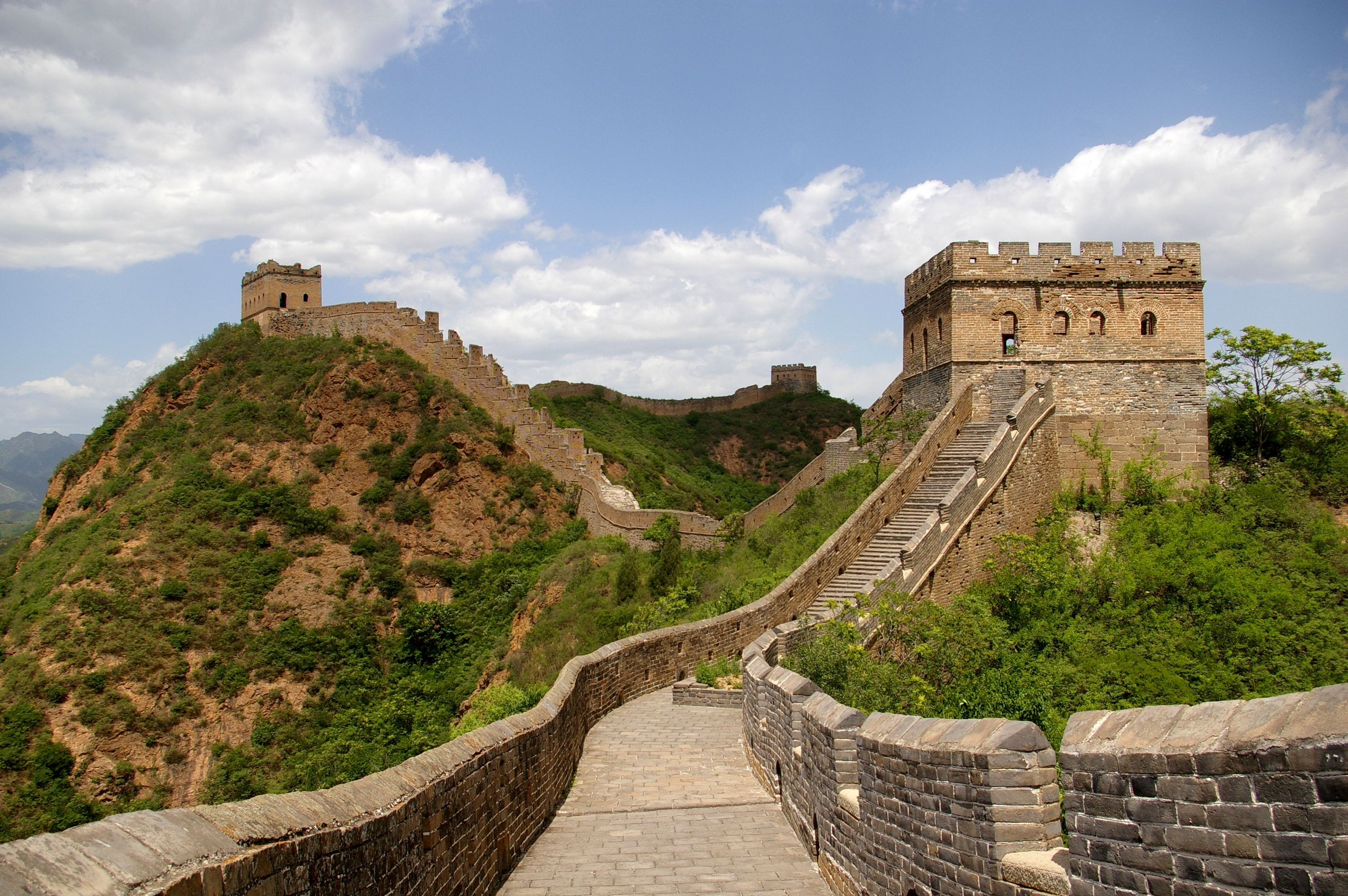
中国的长城為人類史上最大軍事工程，兼备防御及軍情通讯的雙重功能

中国军事历史悠久，历史上不断有民变和起义，中原民族和周边的少数民族也有不断的冲突。中国历次王朝的更替大都是以大规模战争導致的，如商汤伐桀的鸣条之战、周武王伐商纣王的牧野之战、项羽伐秦的巨鹿之战、刘秀打敗新莽建东汉的昆阳之战等。商王朝在灭亡时尚拥有30万正规军和数以十万计的奴隶作战部队。战国时，中国陆军人数更是高达三百至四百万人，占当时总人口的十分之一。中国历史上的数次统一也是通过战争实现的，如秦灭六国之战、唐朝统一战争、北宋统一战争等。中国的军事思想在先秦时期次数频繁、规模巨大的战争实践中逐渐形成。在先秦约三百年的时间里，记载有八百余次大大小小的战争及武力冲突。春秋时期的《孙子兵法》是世界上最早的兵書之一，
在中國被奉為兵家經典
，与《司马法》、《吴子》、《尉缭子》、《六韬》、《三略》和《唐太宗李卫公问对》合称武经七书。另外还有战国时期的《孙膑兵法》、南北朝时期的《三十六计》、三国时期诸葛亮所著的《将苑》、明朝刘伯温所著的《百战奇略》，近代有毛泽东军事思想。此外，弩为中国重大军事发明，前三四二年，孙膑在马陵道战役大败魏军，为人类史上第一次大规模运用弩的战役。除了一些正常的軍事途径外，中国古代亦有發生組織刺客暗殺敵人的事情，如戰國時期的荆轲刺秦王。

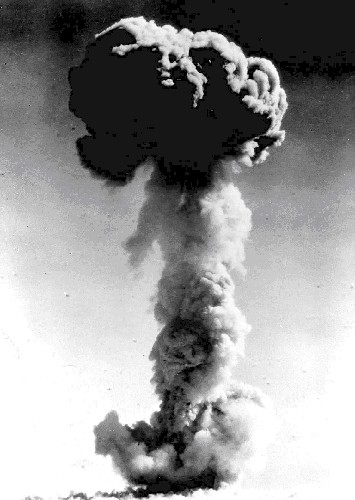
1959年6月，苏联单方面停止对中華人民共和國援助。随后一个月，中華人民共和國開始了596工程，並於1964年10月16日在罗布泊成功引爆首枚原子弹，成为世界上第五个拥有原子弹的国家

明朝曾组建了一支强大的海军舰队。清政府和俄罗斯帝國之間因边境冲突，曾爆發雅克萨之战，康熙帝派遣彭春率领清军三千人围攻雅克萨，最終以俄军戰敗告终，並签定了中俄《尼布楚条约》，俄军撤出雅克萨，毁掉雅克萨城，划定中俄边界，整个外满洲归中国所有。以後中国的军事力量日漸衰弱，直至1940年前後，已无力抵抗入侵勢力，這段時期中国和列强的战争几乎都以戰败告终，直到1945年代表中國的中華民國國民政府於第二次中日戰爭取得勝利，中国才取得了一场完整意义上的胜利。
在国共内战後，中国共产党取得中国大陆的统治权，中国国民党領導的中華民國政府撤退台湾，目前台湾海峡依然存在较高的战争风险。中华人民共和国參與的战争有：朝鲜战争、中印战争、越南战争及中越战争等。現時中华人民共和国是一个已开发出、化学武器、等离子体武器、高能量激光武器、次声波武器以及远程弹道导弹等高端武器技术的国家。1964年10月16日15时整，中華人民共和國第一颗原子弹在新疆罗布泊爆炸成功。1967年6月17日，中華人民共和國的第一颗氢弹在罗布泊沙漠上空成功引爆，其爆炸威力相当于广岛原爆的385倍，当量为五百万吨黄色炸药。其後中華人民共和國再引爆过当量为一千万吨黄色炸药的氢弹。此後中華人民共和國為實現冷戰時的相互保证毁灭军事战略思想，大量生产核武器，達致與假想敵的恐怖平衡。中華人民共和國對外宣称是五大有核国家中，拥有核武器数量最少的。1996年中華人民共和國签订了《全面禁止核试验条约》，亦于1984年参加了《禁止生物武器公约》，于1997年批准了《禁止化学武器公约》。

## 外交
中国古代以中原為文明世界的中心，视周边地区为“化外之地”，称之为东夷、南蛮、西戎和北狄。但戰國思想家惠施则認为空间无边无际，所以说到处都可以成为中心。在中国周围存在着一个「中华文化圈」，周边国家历代向中国朝贡，直到清朝。历史上尼泊尔、朝鲜、琉球、安南（越南）、苏禄（菲律宾）、缅甸、南掌（老挝）、暹罗（泰国）是中国皇帝册封的八个属国及朝贡国。其中朝鲜、安南、琉球国最为典型。

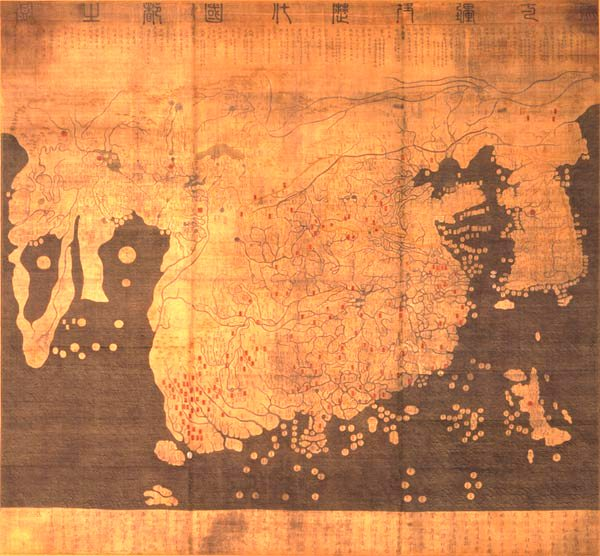
十五世纪初，朝鲜王朝所制的《混一疆理历代国都之图》，显示郑和时代的明朝及其藩属国的世界观。该圖左下方繪有印度次大陸，左邊更遠處的為阿拉伯半島及非洲

为了抵御北方的游牧民族，中国在战国时期就开始修筑长城。汉初采用和亲政策，汉武帝时转为战略进攻，一度将匈奴赶到漠北。但连年征战造成国库空虚，汉朝又改为和亲政策，其间最著名的就是昭君出塞（前33年）。自西汉的张骞出使西域，中国和中亚的交流就非常频繁，中亚的汗血马深受汉朝皇帝青睐，同时中亚的一些作物如苜蓿等也被引进到中土。兩千多年前的中国就以丝绸之路和中亚、欧洲相互交流商品，出口丝绸和茶叶等商品。从汉朝开始，朝鲜半岛和日本就和中国有贸易往来和交流。自东汉起，印度的佛教文化开始传播到中国，并最终在中国扎根，还经由中国传到朝鲜半岛和日本。
唐朝的繁荣时期，长安成为当时世界的最重要城市之一，宽容地接受世界各地而来的文化。新罗在唐王朝支持下统一朝鲜半岛，和中土的往来非常密切。日本曾多次派遣遣唐使到唐朝，全盘学习和接受大唐的政治、经济、社会、文化诸方面，还仿制汉字，以为日本文字，其都城也仿造长安的样子打造；遣唐使中最著名的就是晁衡和吉备真备等人，其中晁衡和王维、李白等人是好友，王维为其回国饯行的时候还亲手写了一篇《送秘书晁监还日本并序》相赠；鉴真和尚也东渡日本，讲经说法，将佛教教义播撒到这个东瀛岛国。另外，阿拉伯商人在长安街头也经常可见，并且有人通过科举考试在大唐做官。大唐和史称天竺的印度交往也很频繁，唐僧玄奘法师历经艰险，过沙漠、翻山越岭，终于在印度取到真经，宣扬大乘佛法，成为众所仰慕的三藏法师，其故事后来还被改编成广为流传的《西游记》，为后世所称道。
宋朝时期，虽然中国版图内国家林立，战乱频仍，陆路交通不便，但是造船业和海上贸易发达，且罗盘针已经应用于航海，使得对外贸易超过历史水平。元代的疆域广阔，国力强盛，中国和欧洲国家以及伊儿汗国、钦察汗国等多个国家有广泛的交流。马可波罗是其中最著名的代表人物，他得到元世祖忽必烈的接见，在元朝都城大都做过官，见识过“会燃烧的黑色石头”（煤），回国途中还做过元朝赴伊儿汗国的赐婚使。明朝的郑和下西洋是航海史上的壮举，三宝太监郑和的宝船比哥伦布的远洋船结实、庞大得多，当时中国的国策是宣扬国威，而不是掠夺式的殖民，所以近有东南亚，远有东非索马里和阿拉伯半岛，众皆欢喜以待。自明朝开始，有许多天主教的传教士来到中国传教，其中就有利玛窦、汤若望、南怀仁等一大批传教士。
1842年清朝在第一次鸦片战争中战败，清朝的外交发生根本性改变。《中英南京条约》之后，清政府屡次被武力威迫割地赔款，签署了一系列不平等条约。例如1844年中美《望厦条约》和中法《黄埔条约》、1858年的《天津条约》和《瑷珲条约》、1860年的《北京条约》、1885年的《中法新约》、1895年的《马关条约》、1896年的《中俄密约》等。甲午战争後列强眼見清廷勢弱，便试图架空清政府，各自在中国境內划定其势力范围、抢占租借地。俄国划定长城以北的地区和新疆作其势力范围，英国划定长江流域，德国划定山东，日本划定福建，法国划定广东、广西和云南。另外，1905年的《朴次茅斯和约》（即《日俄讲和条约》）虽然是俄国和日本所签订的和约，但是日俄战争的主要战场卻在中国东北，且该条约也涉及两国在中国东北利益和特权的划分，因而也算是一个涉及中国的不平等条约。1901年八国联军攻入北京后签定的《辛丑条约》，是清末中国和列强的最后一个主要的不平等条约，也是中国近代史上赔款数目最庞大（参见庚子赔款），主权丧失最严重的条约。

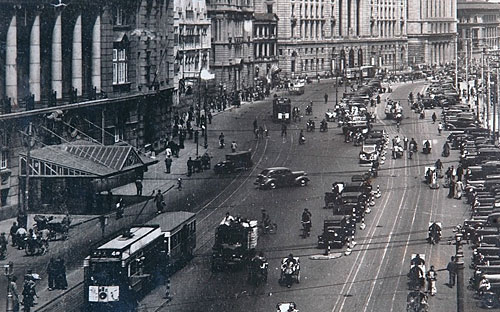
1930年代的上海外灘

直至民國時期，中國作為一戰戰勝國，沙皇俄國決定將「庚子赔款」緩付五年。及至1924年5月底，蘇聯政府聲明，庚子賠款是帝國主義列強強加給中國人民的不義賠款，蘇聯政府決定放棄沙俄剩餘全部庚子賠款，提倡將放棄的賠款作為中國教育款項。而戰敗的德國和奧匈帝國亦終止了其賠款条约。对日抗战后期，中华民国国民政府才有能力废除自鸦片战争后所签订的大部分不平等條約。中华民国大陆时期内战不断，经常出现几个政府代表中国，没有一个统一的政府来积极发展外交关系。北洋政府时期各个派系的军阀都依仗不同的国家来对自己的地区加以控制，直到1928年东北易帜。1917年，中国参加第一次世界大战并取得胜利。但在巴黎和会上，中国却不能获得公平的待遇，导致了五四运动。第二次世界大战爆发后，中国的国际地位开始显著提高，战后成为联合国的创始国和五个常任理事国之一。1971年退出联合国后，中华民国的国际空间受到限制，截至2024年10月仅剩12个邦交国。
中华人民共和国在成立初期，实行“一边倒”策略，加入苏联为首的社会主义阵营，在冷战中对抗以美国为首的资本主义阵营。1953年提出和平共处五项基本原则，1954年参加解决关于印度支那问题的日内瓦会议，派出周恩来领导的代表团。1955年，中国国务院总理周恩来参加在印度尼西亚万隆举行的第一次亚非会议，即万隆会议，席间提出“求同存异”的方针。20世纪70年代，中华人民共和国与美国、日本等非東方集團国家的关系逐渐恢复正常，并取代中華民國政府獲得联合国的中國代表权，成为联合国常任理事国之一。七十年代末期，国务院副总理邓小平代表中华人民共和国首次访美。20世纪80年代，中华人民共和国通过与英国和葡萄牙的谈判，用一国两制的方式，于1997年7月1日和1999年12月20日分别收回对香港和澳门的领土主权，并分别建立香港特别行政区和澳门特别行政区。八十年代改革开放以后，中华人民共和国与西方关系一直较为融洽，但由于1989年的六四天安门等事件，西方对华进行经济和贸易制裁，其中军备禁运至今未能解除。

## 经济

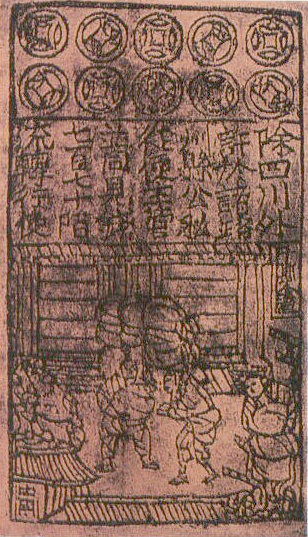
北宋時流通的交子，是世上最早发行的纸币

### 经济规模
中國古代的經濟重心轉移的趨勢是由北至南，並大體上可分三個階段：第一階段為遠古至西晉末年，其中以三國孫吳時轉變較大；第二階段為東晉至北宋末年，其中以唐安史之亂劃分為前後；第三階段為南宋建立至鴉片戰爭，此時長江以南經濟已完全超越黄河中下游。
明清时期，中国社会仍是小农经济。明代中后期，传统手工业中，出现资本主义萌芽，但由于战乱并未能发展起来。清朝的本地生產總值曾在世界總額中佔到將近三分之一。政府经济奉行重农抑商政策的同时，而西方世界则实现了工业革命，中国经济遂逐渐落后于西方。。自一八四零年鸦片战争至一九七八年改革开放前，中国效仿西方发展工业的过程进行的并不顺畅，其间受到内外因素的多重干扰。中日甲午战争证明了清朝洋务运动的彻底失败；而中华民国经济利用国民政府北伐胜利后至抗日战争爆发前的短暂和平时期，得到了快速发展，被称为南京十年，但经济成果随着日本侵华而化作泡沫，并陷入长期恶性通货膨胀之中。
中华人民共和国在建国初期仿效苏联模式，实行的社会主义经济制度，建立起中国的计划经济体系，初步完成国家工业化。计划经济体系在经历初期高速发展后，其弊端日趋严重。1978年开始改革开放。自此，中华人民共和国经济开始了三十几年高速发展。至2010年代，中国已经成为美国之后的世界第二经济大国，而且明显有赶超美国之势。2013年，中共中央總書記習近平提出的一带一路的經濟合作概念，获得全球六十多个国家和国际组织的响应，这些国家的总人口约四十四亿，经济总量约二十一万亿美元，分别占全世界的六十三和二十九個百份比。中国大陸经济目前形成了环渤海经济圈、长三角经济圈、珠三角经济圈、西三角经济圈、海峡西岸经济区、香港经济区、澳门经济区等区域经济的格局。
2015年，大陸地區的人均国内生产总值（國際匯率）爲7,990美元（14,340国际元），香港爲42,390美元（56,878国际元），澳門爲69,309美元。大陸地區的第三產業在2012年首次超過第二產業，佔国内生产总值最大比重。依照國際貨幣組織數據2018年大陸地區的人均国内生产总值為9608美元，香港為48517美元，澳門為82388美元。2019年大陸地區的人均国内生产总值為10098美元，香港為49334美元，澳門為81151美元。2021年大陸地區的人均国内生产总值為12990美元，香港為49036美元，澳門為58004美元（因受新冠肺炎影響，2021年香港和澳門人均GDP有所降低。）

### 货币
中国货币历史悠久，早在新石器时代，一些类型的货币就通用。夏商時代，中國使用天然海貝作为貨幣。商代晚期墓中出土的鑄造銅貝，是世界上現存最早的金屬鑄幣。而现存最早的中国古代银质钱币被发现于战国时期的楚国。宋仁宗年间，已于四川产生交子、会子等纸币，到元代纸币的流通扩大到全国范围，称为钞。1935年，中国四大国有银行颁布法律通告，正式放弃银本位。2020年，中国四家大型国有银行同时在深圳等城市对央行数字货币进行大规模测试，中国人民银行行长周小川表示数字货币将取代有800多年历史的纸币。

## 文化

### 語言及文字
语言

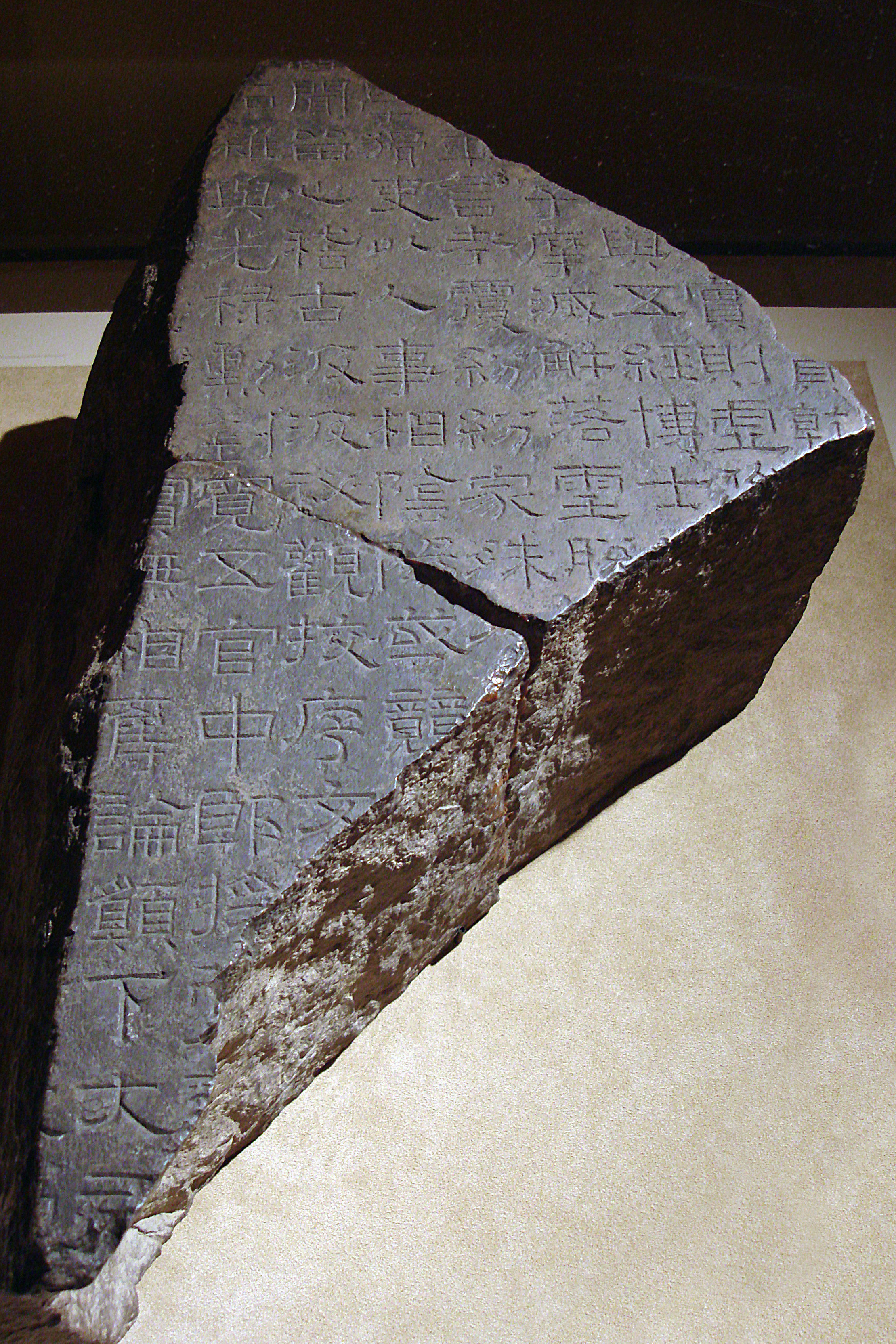
熹平石经残石，中国国家博物馆馆藏

中國的語言包括漢語族、藏語、維吾爾語、蒙語等，但中文常常指代漢語。中國的主要語言是漢語族，漢語在語言學上並不是一種語言，而是屬於漢藏語系的語族，包括官話、吳語、粵語、閩語、客家話、贛語、湘語等，其中官話的人口較多和影響力較大，不同地方語言保存了不同時期的古漢語音素。普通話屬於官話，是中國大陸的官方語言和教學語言，並由於推廣普通話政策有高於其他漢語的地位，而粵語是香港和澳門的官方語言，中文在海外現在常常指普通話和粵語。各地漢語可能發生無法用言語互相溝通的情況，但中國文字（漢字）是不受語音影響（汉语的书面语高度统一，各地通用），故兩千年來即使雙方語言不同但仍可以文字溝通無需翻譯，甚至越南、日本、韓國不通漢語的人也可以通過筆談來交流。
联合国成立後，汉语成為联合国的六種正式语文之一。
文字

漢字書寫方向遵循特定的規則，圖中是「國」字的正確筆劃順序

汉字是世界上最古老的三大文字系统中的一种，亦是唯一沿用至今的一种，是当今世界上使用人口最多的文字，也是当今世界上极少数不使用字母拼写的文字之一，汉字的历史可以追溯到6300年前的大汶口文化。汉字作为中华文化的主要载体，历经演化，早已逾越象形文字的阶段，汉字的字体依历史演进顺序包括甲骨文、金文（大篆）、小篆、隶书、草书、楷书、行书等。几千年来，中文的发音不断演化，不同地区的中国人的方言也有很大差异，但中文的书写符号汉字极少变化，这在很大程度上保证人们之间的交流，汉字对于维系一个统一的中国也起相当的作用。
甲骨文是中国已发现古代文字中时代最早、体系较为完整的文字。甲骨文主要指殷墟甲骨文，又称为“殷墟文字”、“殷契”，是殷商时代刻在龟甲兽骨上的文字。19世纪末年在殷代都城遗址（今河南安阳小屯）被发现，继承陶文的造字方法，是中国商代后期（前14～前11世纪）王室用于占卜记事而刻（或写）在龟甲和兽骨上的文字。殷商灭亡周朝兴起之后，甲骨文还延绵使用了一段时期。在中国，除了汉字以外，还有藏文、蒙文、满文、女书、维吾尔文等文字，以及一些消亡了的文字如西夏文、契丹文等。中国的书法有着两千多年的传统，文房四宝之一的毛笔有着丰富的表现力。历史上有许多著名的书法家及国画家。

### 識字率及教育

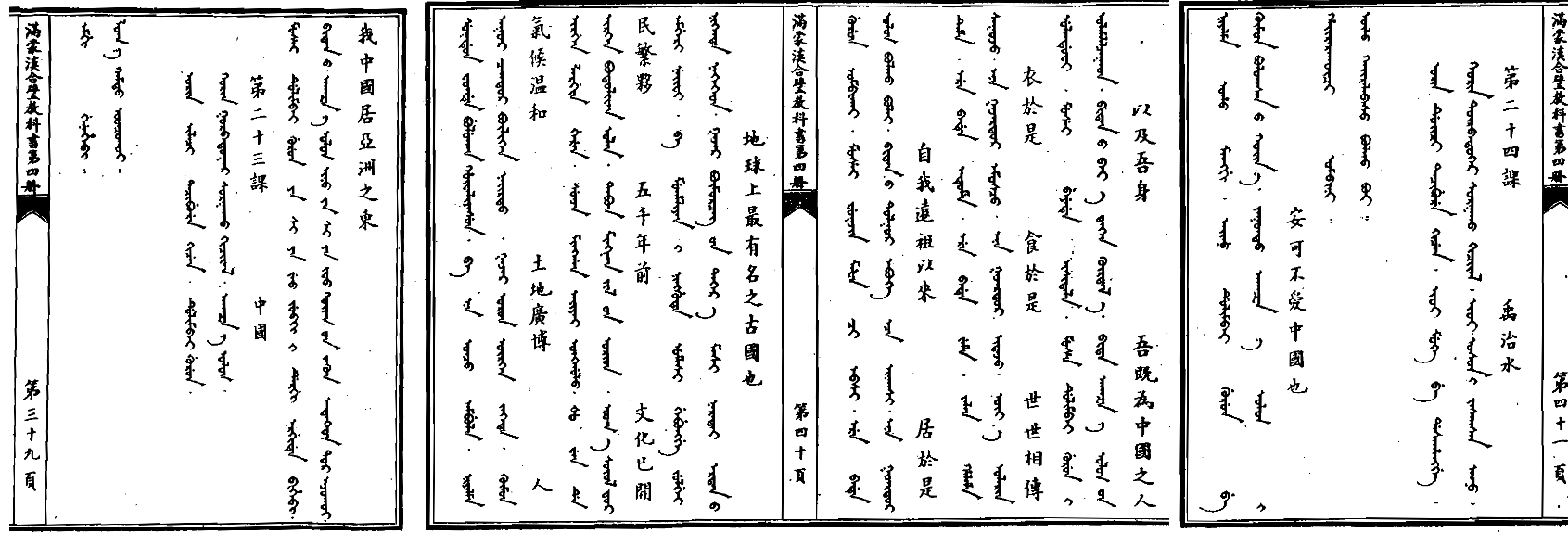
清末的滿漢蒙三語教科書——《滿蒙漢合璧教科書》的〈中國〉部分

中国在虞舜时代已经建立学校，以后夏、商、周时代均有发展。古代中國官学体系最大規模的學府稱為「國學」。虞之上庠，夏之東序，殷之瞽宗，周之辟雍，漢後之太學，隋後之國子監，皆為國學。先秦上古之大學，一般貴族子弟才能入學；庶民子弟入讀的學校則稱為小學，如舜帝時之下庠、夏朝之西序、商朝之左學、周朝之虞庠。到了秦漢，周室封建制度瓦解，漢代建立太學以後，闾左子弟方可入讀。在國學以外，有各式規模較小「鄉學」、府学、县学。周代鄉校為諸侯設置，當時不但是學習的地方，還是人們閒時聚會、交談的場所，交談內容包括議論國家政事得失。漢代時，地方官員亦會設置鄉校。唐代韓愈被貶潮州時曾在當地設置鄉校。自汉代独尊儒术后，中国一直以儒学为正统学问教育。

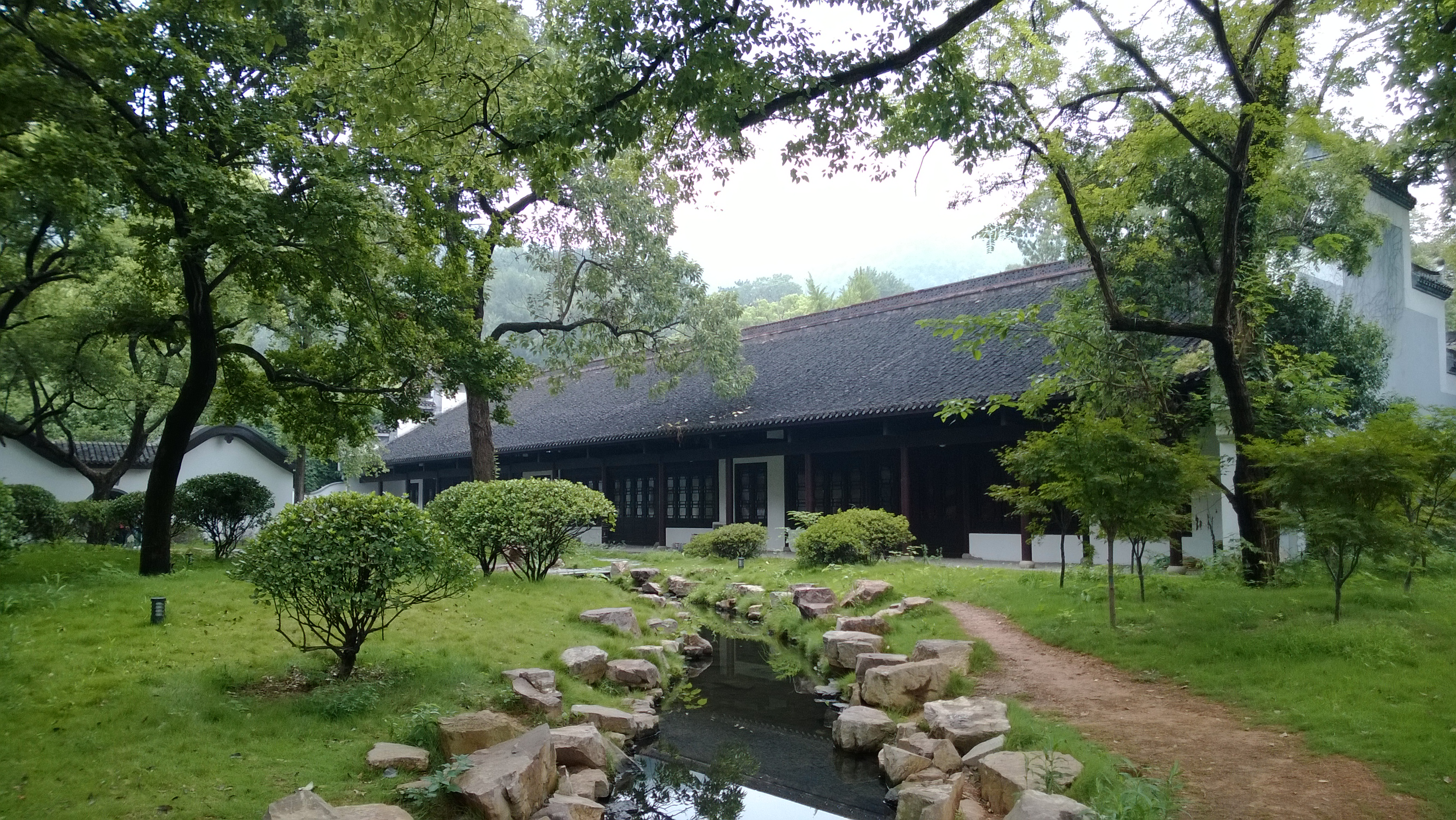
位於中國湖南省長沙市的嶽麓書院

在官学体系以外另設私学，书院、义学、社学、私塾、蒙学等均屬私学体系。书院是古代中國的另一種教育系統。中国最早的官办书院為唐代開元六年（718年）唐玄宗所創設的麗正脩書院。宋代书院的兴起是始于范仲淹执掌南都府学，特別是庆历新政之後，在北宋盛极一时。这时候出现了四大书院的说法。到了南宋更盛，各延大儒主持，成為理學書院。元代时书院制度更為興盛，專講程朱之學，並供祀兩宋理學家。明初書院轉衰，直到王陽明出，書院再度興盛。隨後書院因批評時政，遭當道之忌，明世宗、張居正皆曾毀書院；尤其是東林書院事件，魏忠賢盡毀天下書院，書院乃大沒落。清初对书院加以监管，至雍正十一年（1733年），才改採鼓勵態度，正式明令各省建書院，書院漸興；惟不分官立私立，皆受政府監督，不復宋元時的講學自由。直到庚子後新政，庚子詔令將全國書院改制為新式學堂，書院制度瓦解。
清末中国颁布壬寅学制，并取消科举制度，中国教育由儒学为主体的教育转入近代新式学科教育。1922年北洋政府颁布壬戌学制，建立起现代教育制度。中华人民共和国教育起初實行蘇聯共产主義教育，改革开放后重新审视并進行改革。八十年代后，中华人民共和国中小学教育普遍采用九年制义务教育制度，规定学龄儿童均要接受小学和初中教育，目前还在深圳、珠海、浙江、福州、唐山、山东部分地区采用十二年制小学到高中免费教育体制。政策还规定应当免除一切学费和杂费。中国高等教育包括普通高等教育和成人高等教育，实行高考制度来选拔学生进入大学本科或者高职高专就读，如果因高考发挥欠佳升至高职高专的学生，可在高职高专三年级当年参加专升本考试可转入大学本科就读，但不同于高考和考研，专升本仅限一次机会，另外实行考研制度选拔大学本科毕业生攻读硕士和博士研究生。

### 文学及書籍

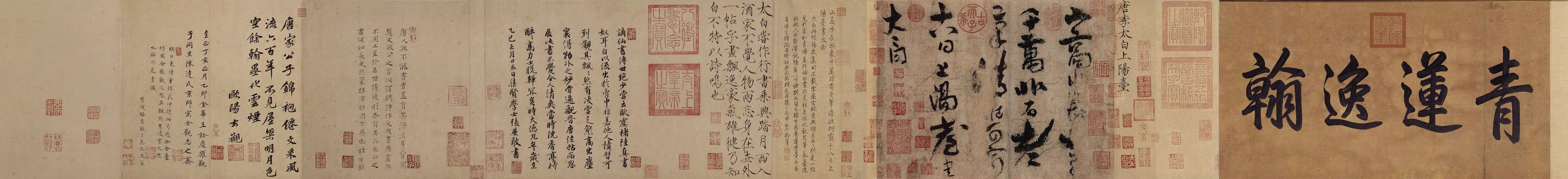
唐代詩人李白唯一存世的真迹《上阳台帖》。釋文：「山高水長，物象千萬，非有老筆，清壯可窮。十八日，上陽臺書，太白。」现藏于北京故宫博物院

中国文学从先秦始，通过诗经、楚辞、汉赋、晋书、唐诗、宋词、元曲，以及明清章回小说、民国杂文、共產文學、網路文章等持續發揚。「文學」一词最早见于《论语·先进篇》。经史子集是传统中国的学问。东晋李充正式确定甲乙丙丁即经史子集次序，但尚未直接用经史子集之名。唐初编成《隋书·经籍志》，这是正式以经史子集为类名的四部分类法中现存的第—部目录。它分经史子集4部，下分40细类，经史子集各部书籍六万九千五百七十余卷，译本书千三百二十余册，释藏七千零八卷，书画图象等约二百余种。其外又有藝術志、道書志、書志、畫志、通爲八目。

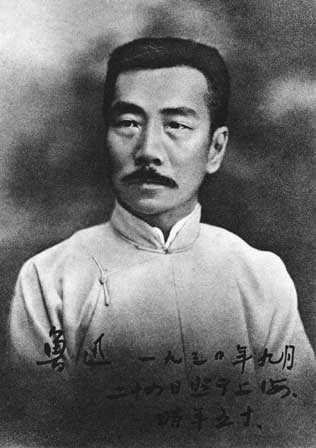
中国的近代著名作家、新文化运动的领导人之一鲁迅

自古以来，中国文学包含了著政治，许多的作品均以现实生活为主题。从政者也有著作不少的文学作品，与中国的政治有着密切的关系。故此，自宋以后，文学多出自官僚之手，是中国文学的一大特色。中国文学一向以韵文为主流，有不少以描寫景物及抒情为主题的诗歌，相比之下叙事作品於中国文学并不发达。然而有不少叙事作品，如《诗经·公刘》、《孔雀东南飞》，及《木兰辞》等卻是難得著名作品。中国散文文学最初兴盛于唐代。唐代散文的题材，除了一些例外，许多作品并非纯创作而是取材于现实，这个传统一直维持到現代。

### 神话史诗

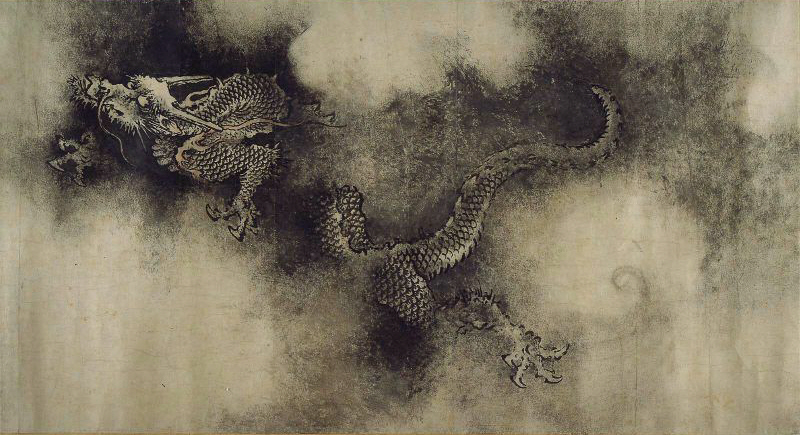
中国龙是中国神话生物的代表之一（图为南宋陈容作《九龙图》局部）

中国神话一般指的是关于上古传说、历史、宗教和仪式的集合体，通常它会通过口述、寓言、小说、仪式、舞蹈或戏曲等各种方式在上古社会中流传。某方面而言，上古神话会被假定是历史真实的一部份，关于中国神话的最初文字记载可以在《山海经》、《水经注》、《尚书》、《史记》、《礼记》、《楚辞》、《吕氏春秋》、《国语》、《左传》、《淮南子》等古老典籍中发现。
由于中国民族众多，每个民族都各自至少有一部神话史诗，如少数民族的三大英雄史诗《格萨尔》、《江格尔》、《玛纳斯》。诸如南方20个民族共有30多部创世史诗，仅云南16个民族就有20多部创世史诗。
不同民族间的神话史诗内容不同，样式、文学特点也会不同，如汉族神话史诗多书面记载，文献典籍丰富，而众多少数民族多口头流传，且内容篇幅多于汉族。并且也受地域的影响，中国北方民族多流传英雄史诗，南方多流行创世史诗。

### 哲学思想

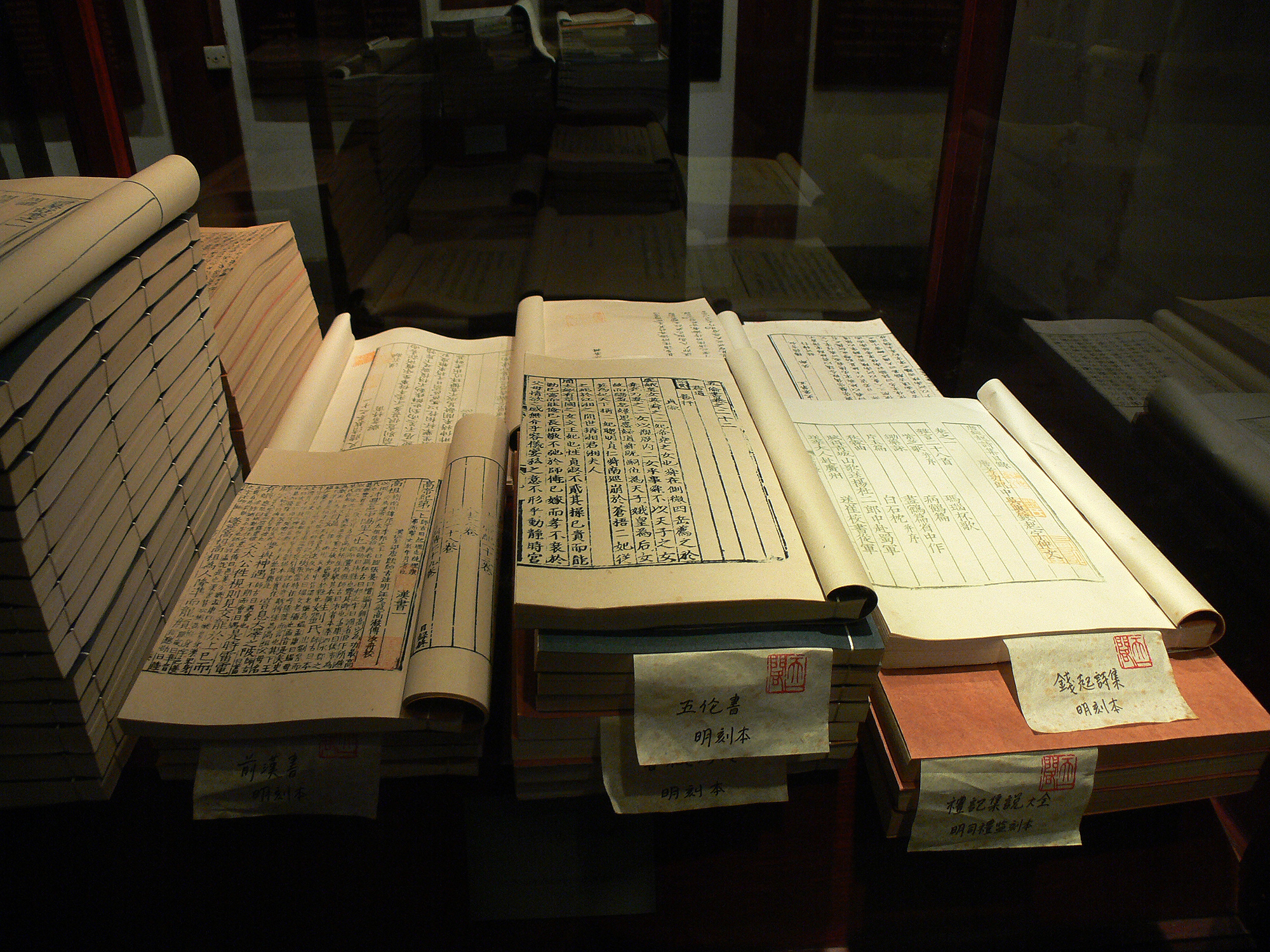
浙江宁波天一阁收藏明刻本前汉书，五伦书，钱起诗集

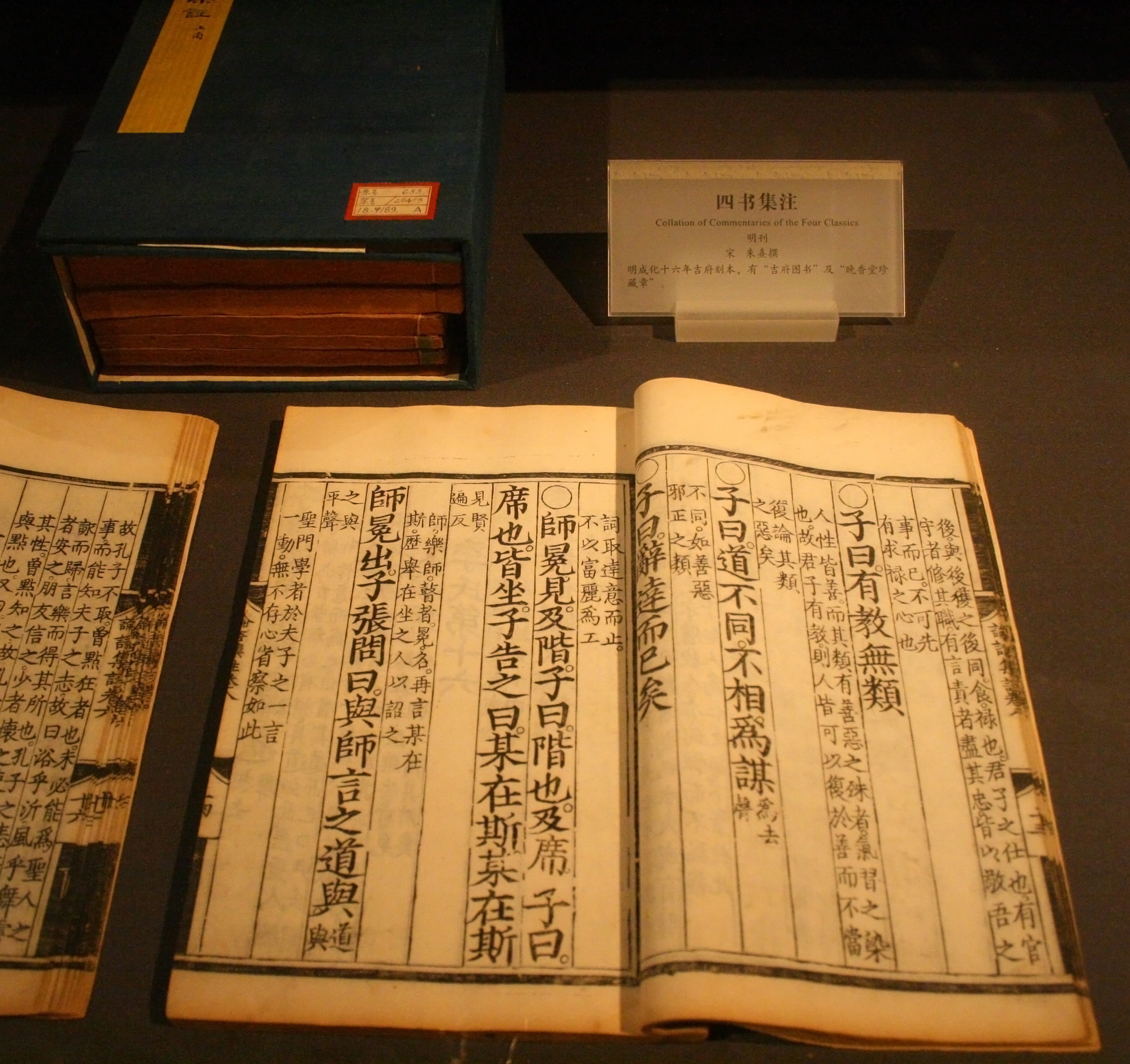
南宋理学家朱熹所著的《四书集注》

古代中国在春秋战国时期，出现过百家争鸣，思想文化飞跃发展的局面，涌现出老子、庄子、孔子、荀子、墨子、韩非子等众多思想家。古代中国文化自西汉尤其是宋以后，以道家文化、儒家文化等为主体，并含有阴阳、五行等观念。中国文化自成一体，有较大的独立性和稳定性。但在发展的过程中也不断吸收和借鉴其他文化的精华，比如历史上源自古印度的佛教文化就深深地影响中国。
春秋战国之时，思想进步，人文理性精神煥发，上古嬗变而来之宗教观念革新。季梁曰：「民，神之主也，是以圣人先成民而后致力于神。」神为人创，民为神主，则前古神秘观念渐消。上古「上帝」之概念渐由自然之「天」取代，天为道德民意之化身，这构成儒教信仰的一个基础。儒教以孔子为至圣先师，以昊天上帝为至上神，上帝给人类指派君和师，让他们来教化、治理上帝的子民。“天降下民，作之君，作之师，惟曰其助上帝，宠之四方。”传统的儒家典籍有三类，孔子所定谓之经，弟子所释谓之传，或谓之记。汉武帝“独尊儒术”把儒家立为国教，并设立五经博士，五经成为国家法典，开启春秋决狱的时代。熹平四年，汉灵帝乃诏诸儒正定五经，共刻《易经》、《论语》、《尚书》、《春秋》、《公羊》、《鲁诗》、《仪礼》七经於石碑，为古文、篆、隶三体书法以相参检，树之学门，使天下咸取则焉。隋唐时代，儒家思想法典化，中华法系形成并覆盖汉文化圈。中國在儒家礼教思想的影響下，以四書五經為基礎形成冠昏喪祭的習俗，以及衣冠制度， 冠禮、婚禮、喪禮、祭禮等。五四运动后，一部分中國人接受了马克思唯物主义辩证法，并对各種宗教信仰以唯心主义的理由加以否定，他们是無神論者，并在此基础上产生了毛泽东思想。
中華文化雖然孕育了諸子百家（道家、儒家、法家、墨家、杂家、纵横家、阴阳家、小说家、名家、农家等），但主要哲學流派為儒、道、釋，且三派間相互影響深遠。有人认为中國文化以儒道釋三家之說為總本﹐而又以道家為中心﹐儒家為主幹﹐佛學為相互配合。中國人的宇宙觀方面以易經與老莊為代表﹐倫理社會觀是以禮記孔孟之說為代表﹐佛家則以宣揚因果輪迴、眾緣唯心的道理與儒道互相輔助而成。
儒家思想是以「孔孟之道」為源頭，在中國文化發展史上源遠流長，對中國人的普遍倫理道德，對中國文化的價值和價值優先觀念都有著深刻的影響。已經成為中華民族的一種集體潛意識。儒家的價值觀影響古代中國大多數公開場合是以儒家的價值觀作為優先的標準。因此可以說儒家的價值取向在總體上代表了中國傳統文化的基本價值優先觀。儒家注重自身修養並講求倫理道德，其中心思想乃「仁義」，也就是人與人之間應注重和諧的關係。人際關係以五倫為規範。儒家政治思想是「仁政」、「王道」以及「禮制」，其理想是「大同」、「大一統」，其政治學主要闡述君臣關係、官民關係。孔子「君事臣以禮，臣事君以忠」，孟子「民為貴，社稷次之，君為輕」，荀子「從道不從君，從義不從父，人之大行也」，是儒家政治學的代表性主張。在現實政治的問題上，儒家要求統治者和被統治者雙方都要承擔義務，從理論上說，被統治者有權利反抗不正常承擔義務的統治者。儒家的理想，是成為專才和通才的結合。大同社會是儒家思想大道之行的描述，也就是說，儒家思想的經濟學，是為了人類理想社會而服務。儒家重義輕利，以義為本，以義導利。反對操縱市場，但認可「待價而沽」。儒家重理，又提出格物致知。儒家重視科技及在物質上的實用，但同時注重全面的人格發展，反對把人變成物質的工具。儒家形上學在以後的理學、心學中進行了展開。儒家相當重視編修歷史的悠久傳統。
道家思想是中國重要也是具有影響力的哲學思想之一。道家，是道德家的簡稱。道家起源有一說是有出於史官。道家還有隱士一類的達觀厭世者，他們驅使人們以「達觀」來解決人生問題。道家的理論奠定於《老子》（又名《道德經》），與《莊子》為主要思想典籍。道家崇尚自然相處之道，認人類社會中的難題之所以無法解決，皆是因為干預行為過多，故提倡行為上要以無所作為就可以達到無為養息。道家也嚮往著反璞歸真的樸實社會，認為人類回歸原來樸素、無知、無慮的境界，人類的紛爭和煩惱即可真正的解脫。老子在總體上傾向治國方面，在人生觀上，老子主張「清虛自守，卑弱自持。」政治上提出「無為而治」，以無為而無不為。道家由人生觀和社會觀擴展至宇宙論，提出「道」、「氣」、「自然」等哲學概念。道既是生物之源，亦是生成萬物之根本，亦是天地萬物之本性，亦是人安身立命之根據，亦為治國安邦之根本方略。道家強調「游心」，並推崇自由，道家強調「虛心」，並推崇自然。主張要聯繫性、心、情三者又有所區別。性是指人之先天之本性，；心是指人之內在精神，突出者為人之為人之主體性因素；情是指人之主觀情感。有性、有心、有情，故而之為人。道家所追求的人生，即是自然、自在而自由的人生。道家對人之命運，持一種自然的無可奈何的態度。對於生死，持一種純自然的態度。與（今之所谓）道教（传统中国并不区分“道家”与“道教”）之追求長生不老有所不同，老子首倡致虛守靜，莊子則將致虛守靜具體化為「心齋」與「坐忘」，並進而將致虛守靜提升為本體論的高度，而標舉「齊物」。
韓非子提倡的「學本黃老」，將「理」與「道」連結再一起，認為「道」是成為萬物運行法則。吸取儒家仁義思想，與法家治理之數，產生道法共冶一爐，成為漢朝早期的黃老之治。道家思想的核心是「道」，認為「道」是宇宙的本源，也是統治宇宙中一切運動的法則。也就因為道家的社會哲學不以自己發展規格為主，而強調應對的智慧，因此利於人們修養生息的需求，故而讓漢初的黃老之治有了實驗的理論基礎。同時也安定中國士大夫失意於儒家本位的官場文化仍有發揮的舞台。道家則自老莊玄虛之說，後來成為兩晉大夫競尚清談，南朝宋文帝下旨令何彥德創立「玄學」。另外變化為方士神仙之術，自漢朝張道陵以符水禁咒之法成為「道教」之始。

## 科學及技術

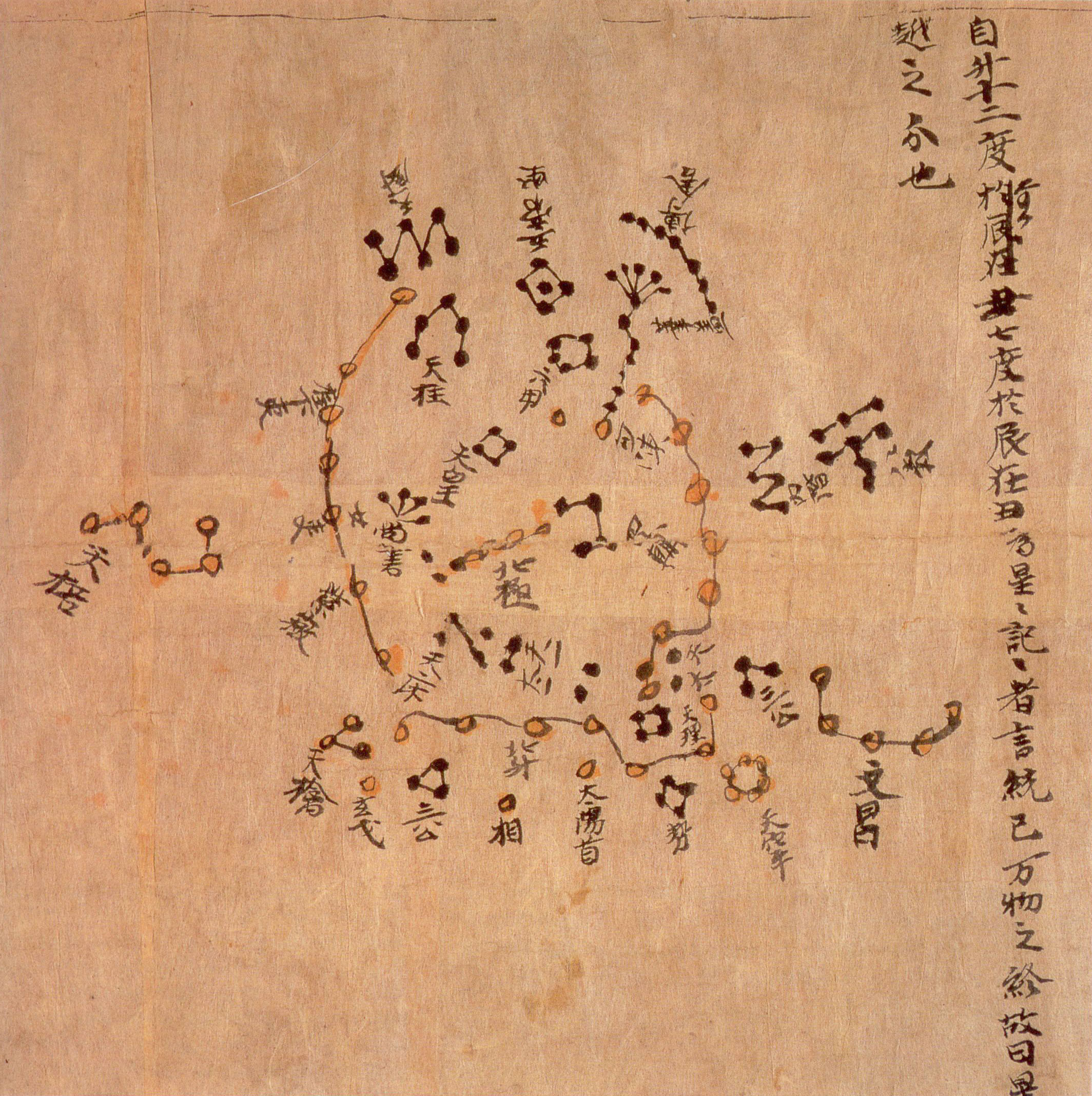
唐代敦煌星圖是迄今为止世上存留的最古老的星图。圖中為敦煌莫高窟的辰宿列张图，描繪了北极地区的天空。星图绘制于约公元七百年的唐中宗时期。三家不同的星座分别用白、黑、黄标注。整个星图含星约一千三百颗，配以唐代楷书书寫的描述

北京大學哲學系教授吳國盛認為，中国的科学传统，与渊源于古希腊、古罗马的欧陆科学，以及伊斯兰世界的科学，是各自独立发展。中国科学萌芽于先秦时期，受到当时的哲学家中注重逻辑思辩、认识论及几何学研究的墨家，以及重视辩论的名家所启蒙。汉代造纸术的普及提供了条件，使前人的科学思想知识及辩证，通过纸张保存了下来，后人得以前人的科学著作为蓝本作改良，或通过辩证后推翻，形成一套经验主义科学传统。至隋唐及宋朝时，中国的科学曾长时期高据世界领先地位。然而由于近代历史原因，许多古中国科学著作或失传或流失海外，均不利于中国科学史的发掘整理。科学著作的失传及流失，甚至令后世史家曾一度认为中国没有科学。
古代中国为世界贡献诸多发明创造，包括：四大发明（造纸术、雕版印刷、指南针、火药）、地动仪、伞（现今所用，能张开收回的伞）、丝绸、瓷器、石油井、纸币、火柴、漆器、风筝、热气球、連弩及中国青铜器等等，而且在天文、数学、医药、机械、冶金、陶瓷、纺织、建筑等众多方面发展出独具特色的先进成果。英國科學史家李約瑟所著《中國的科學與文明》和美国科学史家罗伯特·坦普尔所著的《中國的100個世界第一》中列举了中国領先於当时世界各國的多項创造發明。
中国在商朝就开始使用十进制系统。战国时的《甘石星经》中的《石氏星表》测定当时一百二十余颗恒星的位置，次於《巴比倫星表》，被认为是世上第二早的星表，有从公元前六一三年到一九一零年间共十三次的记录。现今举世公认的最早的太陽黑子纪事，就是载于《汉书·五行志》中的河平元年（即公元前二十八年）三月出现的太阳黑子。秦、汉时期的算经《九章算术》中，自由地引入负数，有了系统的分数运算方法。三国时期的刘徽在《九章算术注》中首先提出关于十进小数的概念。南朝刘宋的祖冲之将圆周率计算至3.1415926至3.1415927之间，并测算出一个回归年为365.24281481日，这比现今科学家测算的结果只差五十秒。隋朝數學發達，當時士人皆須學習簡易九數，在國子監（大學）設有算學。

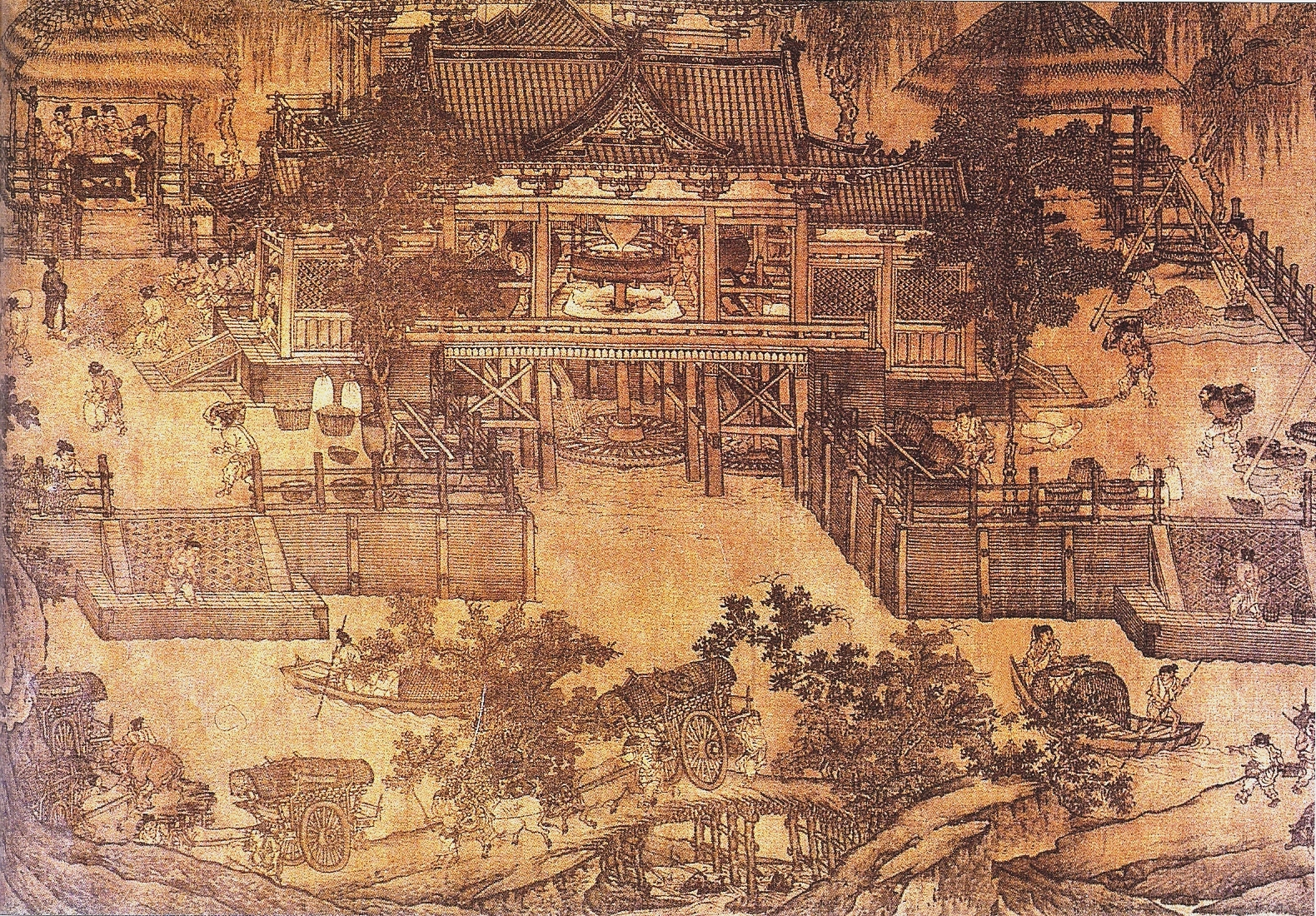
宋代城市裏的水力磨坊及圍繞着的運河系统

宋代有先进的土木工程、航海术和冶金学方面的发明。沈括后继创立会圆术和隙积术最早明确地谈到磁针偏角，并發現了「石油」。《梦溪笔谈》中还记载涉及力学、光学、磁学、声学等各个领域，明确指出化石是古代动物和植物的遗蹟，并且根据化石推论古代的自然环境。元朝在天文历法方面比较发达，一二八零年郭守敬等人主持编订的《授时历》延用了四百多年。明朝科技在航海方面的成就显著。明太宗時由於有鄭和下西洋的海上活動，使得繪製海圖以及羅盤運用的技術大為進步。清代有不少學者、匠師和科學家如黃履莊、黃履、孫玄球等對西方「奇器」有一定的研究和高度仿製，西方「奇器」在一定程度上亦推動中國的物理實驗和機械製造的發展，由於清政府對天文曆法的重視，民間的天文學研究也很活躍，主要代表人物有著有《曉庵新法》和《五星行度解》的王錫闡等。
1840年鸦片战争之后，西方科学傳统及技術传入並主導了中国，在清末的洋务运动主张“中体西用”。以中国传统的思想、文化及制度为基础，引进西方先进的科学技术，是为「中学为体，西学为用」。洋务运动的拥护者冯桂芬主张接受欧美思想为主的学术，提出“以中国之伦常名教为原本，辅以诸国富强之术”的主张。中华民国时期的科技水平不断提高。一九四九年中华人民共和国成立后取得两弹一星的重大科技成果，改革开放以来中华人民共和国科技在航空、高速鐵路、複合材料、電子技術、核技術、替代能源、生物工程學方面处于世界领先水平，但同时在绿色能源、发动机、精密制造、自动化等领域上与发达国家仍有差距。

### 航海术
中國東部面海，很早就出現有記載的海洋活動。東部沿海尤其以浙江、福建等江南省份的造船業最为發達。文献中的中国帆船可追溯至漢代的《南州异物志》。根据该书描述，汉代帆船设计四个风帆，并不直接迎风，而是横向且稍倾斜地面对迎风面。在献牲些微航速的条件下，能够使船只在逆风之下前进，无需像使用大量横帆的船只一样降帆。在帆的材质方面，则是使用竹竿加强的硬性篷帐。当时最大的船长达二十米，宽十米，可以容纳七百人的重量，或260吨以上的物件。至宋代几经改良，因地制宜地演变成多种不同的船身及帆具，构造及索具各异，帆船部件名称因各地方言而有别。十四世纪至十七世纪中期，中国帆船大量出现于整個东洋海域；十四世紀上半葉北非丹吉爾旅行家伊本·白图泰在其著作《遊記》中，就有描寫當時往來印度洋的中國船隻。近年在泉州灣出土的宋代海船，長十一點四丈，寬三點三丈，以十二道隔梁分隔出十三個船艙，隔板厚達十至十二釐米，每道隔梁用三四塊木板榫接而成，並與船肋骨緊密結合在一起，艙內採用水密艙壁。宋船曾採用榫接、鐵釘加固、船板縫隙中填塞捻合物的辦法，來保證船的堅固性和水密性，當時中國的造船技术已经相當成熟。
南朝刘宋时期，中国海员掌握了从安息国（在今波斯湾地区）到斯诃条国（今斯里兰卡）的两万里海湾航路，开辟了近海航行性质的、直接通达波斯湾的“海上丝绸之路”。隋唐时期，中国海员的航海技术又有了进一步提高。贾耽记载的“广州通海夷道”中写到，从狮子国（今斯里兰卡）续航，循阿拉伯海东北岸驶达波斯湾的乌剌国（今奥波拉），仅需37天。北宋朱彧在宣和元年（1119）所著的《萍洲可谈》中说：“舟师识地理，夜则观星，昼则观日，阴晦则观指南针。”这是人类利用指南针进行海上导航的最早文献记载。
明代早期1405年至1433年間，明成祖命郑和率領以二百四十多海船組成的船队七下西洋，足迹遍及東洋世界、印度次大陸、阿拉伯半島、及東非马达加斯加北部水域，是當時世界上規模最大的遠洋航海项目。鄭和的船隊拜訪了三十餘個西太平洋和印度洋的國家和地區。這段時期是在迪亞士發現好望角的七十年前及哥倫布發現美洲大陸的八十年前；是當時世界上規模最大的遠航航海项目。郑和船隊七次下西洋的總航程達到七萬多海里，長度相當於地球圓周的三倍有餘。
十八世纪后，中国民间所用的帆船多为戎克船，该类型帆船排水量小，船底设有多道防水舱，活跃于中国近海，用作贸易时运载货品之用。王冠倬的《中国古船图谱》为中国古船研究的整理性著作。

### 中医药
中国境内的民族医学和宗教医学有中医学、藏醫學、蒙医、維醫學等。其中，中医学是以汉医学為主體的传统医学，至今已有数千年的历史。根据全国科学技术名词审定委员会的定义，中医学是“以中医药理论与实践经验为主体，研究人类生命活动中健康与疾病转化规律及其预防、诊断、治疗、康复和保健的综合性科学”。
中医理论来源于对醫療經驗的总结及中國古代的陰陽五行思想，将人体看成是气、形、神的统一体，通过望闻问切四诊合参的方法，探求病因、病性、病位、分析病机及人体内五脏六腑、经络关节、气血津液的变化、判断邪正消长，进而得出病名，归纳出证型，以辨证论治原则，制定“汗、吐、下、和、温、清、补、消”等治法，使用中药、针灸、推拿、按摩、拔罐、气功、食疗等多种治疗手段，使人体达到阴阳调和而康复。中医治疗的积极面在于希望可以协助恢复人体的阴阳平衡，而消极面则是希望当必须使用药物来减缓疾病的恶化时，还能兼顾生命与生活的品质。此外，中医学的最终目标并不仅止于治病，更进一步是帮助人类达到如同在《黄帝内经》中所提出的真人、至人、圣人、贤人的境界。
传统的中医学思维模式与源于欧洲的现代科学并不相容，然而，当今之科学期刊已多有论文研究之，并试图用现代医学的角度分析中医中的部分现象和治疗机理。在现今世界的医疗体系中，中医学被归类为替代医学中的一支。美国食品药品监督管理局在定义“完整医药体系”这个概念时提到中医学：“NCCAM（美国国家补充与另类医学中心）把完整医药体系描述为涉及‘完整医药体系是与对抗疗法（常规）医学独立地或平行地演变的完整的理论和实践体系’。这些可能反映了独特的文化体系，比如中医学和印度的阿输吠陀医学。完整医药体系都有一些共同的元素，相信机体有自愈的能力，这种自愈可能涉及到了应用情绪、身体和精神的治疗方法。

## 人口

### 族群
中國民族自古就有华夷之分。華夏族自认为居于“中央之國”，称周边民族为“四夷”。春秋时期的族群已经开始混合：齐国（与东夷混合）、楚国（南蛮混合）、秦国（西戎混合）、晋国（北狄混合）、燕国（北狄混合）。秦汉时期进一步融合，形成了汉族。两晋南北朝時期“胡族”南下至中原建立政权，經北魏，初步發展為一個多元(佛教、景教正式進入)多民族的超前大國之雛形，往後、統一時代各朝君主基本是可汗兼任皇帝，領轄龐大的全中華，于漢族唐朝、契丹族遼朝等不斷進展逐漸形成延续至今的地理及多民族概念。中国历史上曾多次发生民族交流，往往由于不同政權之間的爭奪、時而国家分裂、最终又统一，循环不断。如秦汉與匈奴對西域黃河地帶的爭霸、南北朝、隋唐統一戰爭、辽宋夏金爭霸，蒙古建元、满洲建清两朝统一中国等都是中国历史上的大融合。
辛亥革命推翻清朝统治以后，革命黨在初期主张「排满」和獨立成為单一的汉民族国家，立宪派则主张「合满」和建立包括五族在内的多民族国家，并为此与革命派展开过激烈论战，最後通过《中華民國憲法》建立一個各族平等的国家。中華人民共和國成立後，中国共产党对少数民族实行扶助政策，并设置了400多个民族自治区域。到了20世纪中期，维吾尔族历史学家翦伯赞針對中国和中华民族的问题，主张凡活动于今日中国境内的古代民族都算中国人；凡出现在中国历史上的民族，都是多民族国家的一个成员。按照中华人民共和国官方的划分，中国目前有汉族、满族、维吾尔族、回族、蒙古族、壮族、藏族等56个民族，汉族是人數最多的民族。汉族广泛分布在全国各地，其中主要集中在东北、华北、华东、中南、甘陕以及云贵川渝等地区。根据中华人民共和国2000年第五次人口普查，中国大陸（包括中国内地、香港、澳门）总人口为12.9533亿，其中汉族占91.59％。其他55个民族统称为“少数民族”。主要少数民族中藏族主要分布在西藏、青海、四川和云南等地；满族主要分布在东北，以及内地许多城市中；蒙古族主要分布在内蒙古自治区；维吾尔族主要分布在新疆；回族主要分布在宁夏；壮族主要分布在广西。其他各少数民族（如苗族、哈萨克族等）也分布在全国不同地方。

### 数量
中国人口在历史上一直占世界人口的较大比例。据估计，战国末期（前230年）各诸侯国人口总计有三千至三千五百万人。十九世纪上半叶清朝人口约占全世界人口的三分之一，目前中国人口约占全世界的五分之一，但新生儿数量仅占全世界的十分之一。因此，未来中国人口占全世界比重将显著下降。进入21世纪后，面對人口老化，计划生育政策從2011年「雙獨二胎」開放為「單獨二胎」到2015年「全面放开二胎」。到2021年8月20日「全面放开三胎」，一对夫妻可以生育三个子女，但出生人數仍持續下滑。
2023年4月，中國人口總數被印度超越，滑落至世界第二。

## 社会

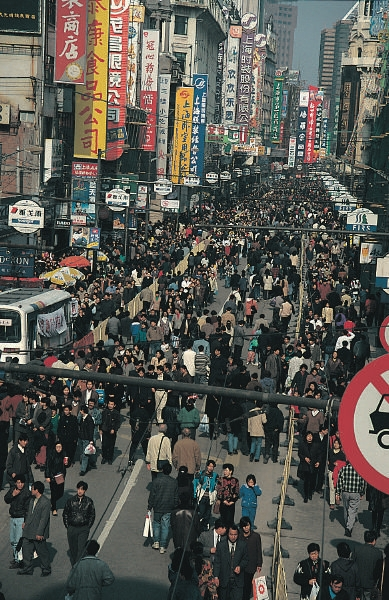
摄于二十世纪的上海南京路上的人群

### 階級分野
古代中國與同時代不少文明一樣屬於專制社會，過往有着上千年時間的君主制歷史，在這段悠长的時間里，中國人社会是圍繞着一個中心運作的，那個就是皇帝，或「天子」。社會被分成士、農、工、商四個階層，士即是學者和官員，由於他們幫皇帝治理國家而排在第一層，農即是農夫，中國以農立國而且有龐大人口，故解決吃飯問題最為重要，而農夫也是中國傳統上最多人從事的職業，農田也往往由父傳子，所以，農夫被排在第二層，工即工匠，他們負責製造瓷器和刀劍等用品，故是第三層，商即商人，古代中國沒有重视商人對國家發展的作用，商人在古代社會更被人塑造狡詐陰險的形象，是最低的第四層，至於士兵由於很多都是臨時由農民組成，中國傳統社會也流行好男不當兵的思想，故即使是職業軍人都無屬於他們的社會階層。古代中国社会等级森嚴，皇亲国戚最有权势，接下来是各级官员，然后是士大夫，最后是普通百姓。数千年的皇权统治使等级观念深入人心，官本位思想浓厚。读书人钻研儒家经典，参加科举考试，学而优则仕。古代皇权政府提倡三纲五常，这对于维系社会和谐稳定有正面的作用，但是也束缚了中国人的思想。

### 人倫關係
中國傳統社會是一個以人倫來維繫的社會，中国社会重视家庭、血缘关系。傳统儒家重視孝道，中国古代社会深受儒家思想影響，甚至到了過份的地步。
不孝有三，无后为大。舜不告而娶，为无后也。君子以为犹告也。——孟子，《孟子》〈離婁〉上
表明沒有告知父母就娶妻，也屬於不孝的一种。在礼教盛行的年代，男女婚姻不是靠自由恋爱，而是要听父母之命、媒妁之言。傳統社會與同時期世界大部分地區一樣，屬於父權社會，妇女的地位並不高；而納妾在古代中国上流社会中，更是普遍的現象。中国历史上只有一个女皇帝武则天，其余的皆为男性。

### 治安與法制
原始社会的社会关系比较简单，并没有法制，而是依靠习俗和惯例来施行。中国奴隶制法律形成于夏，发展于商，完备于西周，瓦解于春秋。战国时期魏国的李悝总结了各诸侯国立法经验，制定了中國历史上第一部初具體系的法典。商鞅變法为秦国统一中国打下了基础。汉朝刘邦废除秦朝的苛法嚴刑，颁布了约法三章：“杀人者死，伤人及盗抵罪”。中国法律之儒家化可以说是始于魏、晋，成于北魏、北齐，隋、唐采用后便成为中国法律的正统。乾隆五年，《大清律例》頒行，是中國傳統法典的最後集大成之作。
中国职官从夏朝开始出现，中国的职官系统非常复杂，变化也比较多。国君是一国之主，是国家的最高统治者，是最大的官；宰相是国君之下最高的行政长官。吏治是中國政治的特色。中國的貪污問題比發達國家嚴重。中国共产主义经济学家王亞南曾說：“中國一部二十四史，其實是一部貪污史”。
古代中国差役是古代役法的一種，軍戶、民戶、匠戶三大類，分別服兵役、徭役、工役，差役即為徭役的一種，另外细分「里甲」、「均徭」、「雜泛」三種。差役是按丁田或丁糧輪差，均徭則是以丁為主，服務於官府內的經常性差事，均瑤又分力差與銀差，力差多由富戶應役，名目多為皂隸、獄卒、門子、馬伕、驛館夫，由應役人親身應役，明後期准自募人代役，銀差多為貧戶應役繳納，以平衡負擔，名目為歲貢、馬匹、草料、工食、材薪、膳夫折價，加上里甲差役的民壯、巡警防火的總甲，構成整個明代衙門主要的工作及人員的工食費用。清代因攤丁入畝，已經將徭役部分折銀收入賦中，原是該地方經費及勞動支出，卻變成中央稅收，僅發工食費，靠常例規費生活，與明代有很大的不同。

## 艺术
中国艺术包括中国传统的各种工艺（如陶瓷、玉器）、美术（如书法、国画）、音乐（如古琴、古筝）、表演艺术（如舞蹈、戏曲）等。

### 音乐及表演艺术

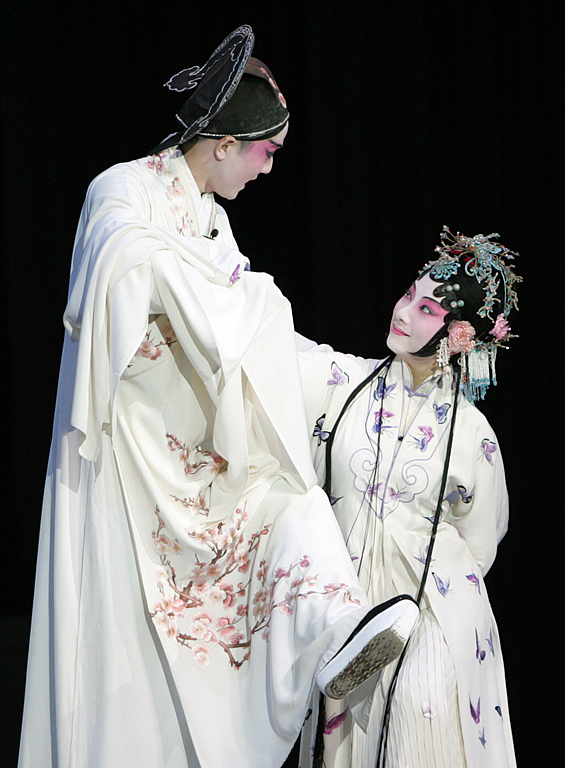
昆曲《牡丹亭》杜丽娘和柳梦梅

中国传统音乐是在中原音乐、四域音乐和外国音乐的交流融合中形成发展起来的，包括民间音乐、文人音乐、宗教音乐、宫廷音乐等类别。中国传统音乐有鲜明的特色。常用的乐器有筝、琴、箫等，音律以宫、商、角、徵、羽五音为基础。中国新石器时代出现的骨笛，是目前已知世界上最早的管乐器。中国传统舞蹈有着悠久的历史，体现中国的传统文化和美学，而且和武术、杂技、戏曲有着密切关系。戏曲是中国传统的舞台艺术，综合唱念做打等多种表演方式，包括京剧、豫剧、河北梆子、秦腔、评剧、粤剧、越剧、昆曲、黄梅戏、潮剧、晋剧、花鼓戏等多个剧种。

### 书法

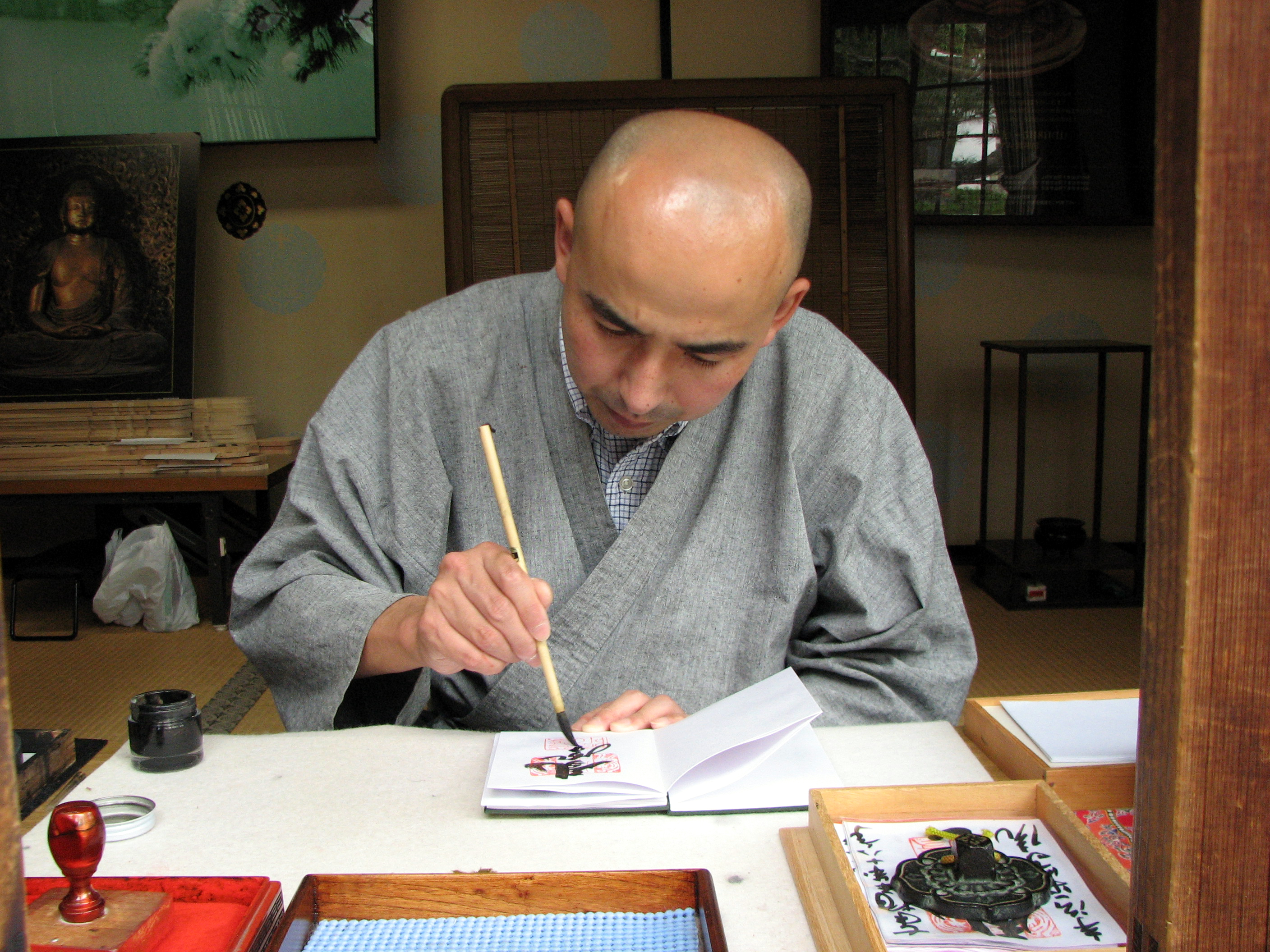
正在书写的僧侣

中國書法是汉字的书写艺术，属于视觉艺术。许多书法作品是以书信、诗词手稿、碑文、墓志铭、牌匾、屏风、室内装饰品等形式存在的。中国书法与中国绘画、篆刻、舞蹈、音乐等艺术形式相互影响。

### 绘画及工艺

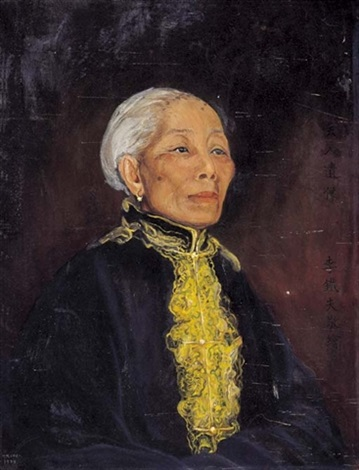
《劉太太肖像》 1942年 李鐵夫 畫布油畫

中国绘画艺术的代表是国画，主要是用毛笔、软笔或手指，用墨和国画颜色在帛或宣纸上作画。中国画按照内容可分为花鸟画、山水画及人物画；按照技巧可分为工笔画、写意画、重彩画、水墨画、白描画、壁画、内画；按照艺术层次可分为具象国画和抽象国画等。中国画擅长写意，其重在神似不重形似，强调观察总结不强调现场临摹，运用散点透视法不用焦点透视法，重视意境不重视场景。

## 建筑

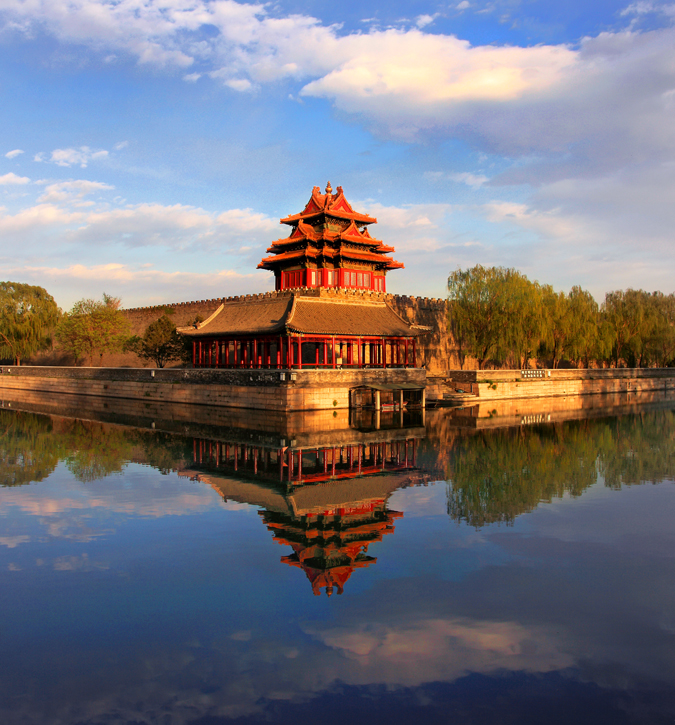
北京故宮角樓

中國傳統建築具有其獨特構造體系，且对汉字文化圈国家有深远影響，傳統建築以木材和磚為材料，且會降低建築高度，著名建築有故宮、天壇、頤和園佛香閣、長城等。這類屋頂設計有厚重的屋簷，四邊會略微向上彎曲形成斗栱。另外建築還經常以不同的彩瓷裝飾，包括彩磚、玻化磚、鑲嵌、鈴鐺等，並另行加上各式細節雕飾。現存的中国传统建筑多是樓高數層的木结构，且多采用坡屋顶，建筑群体采用水平方向发展的院落方式组合。
中華人民共和國成立後，中國建築则開以始受現代主義影響的現代建築為主，直到1980年後才恢復多樣化設計，這類建築有東方明珠廣播電視塔、國家體育場、上海環球金融中心、國際金融中心和廣州塔等。

### 城市規劃

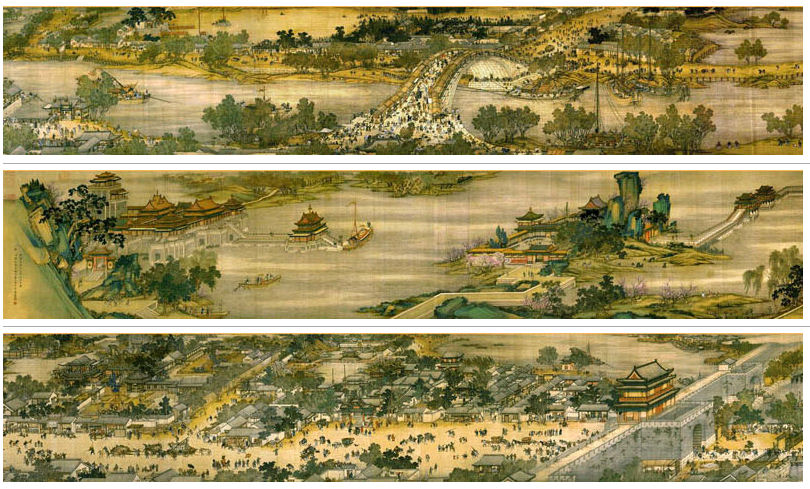
《清明上河图》描繪宋朝京都（东京）汴梁城（今河南开封）的城市規劃

中国古城邑在规划上，很早便有在水利、交通運輸、排水、防灾、工業配套、軍事防御等範籌上的考量，對於世界城市规划史發展有顯著的影響。
對於古代城市的选址，《管子》一书中就反对商周以来用占卜确定营邑的方法，説「凡立国都，非于大山之下，必于广川之上，高毋近旱而水用足，下毋近水而沟防省」，意思是建设城市要选择依山傍水的地形，以免受旱涝之害，节省开渠引水和筑堤防涝的费用，是中國早期有關城市規劃的描述。中國許多古城的选址，如杭州、苏州、北京、南京、西安、洛阳、开封，都是经过周詳的考虑。

### 基礎建設

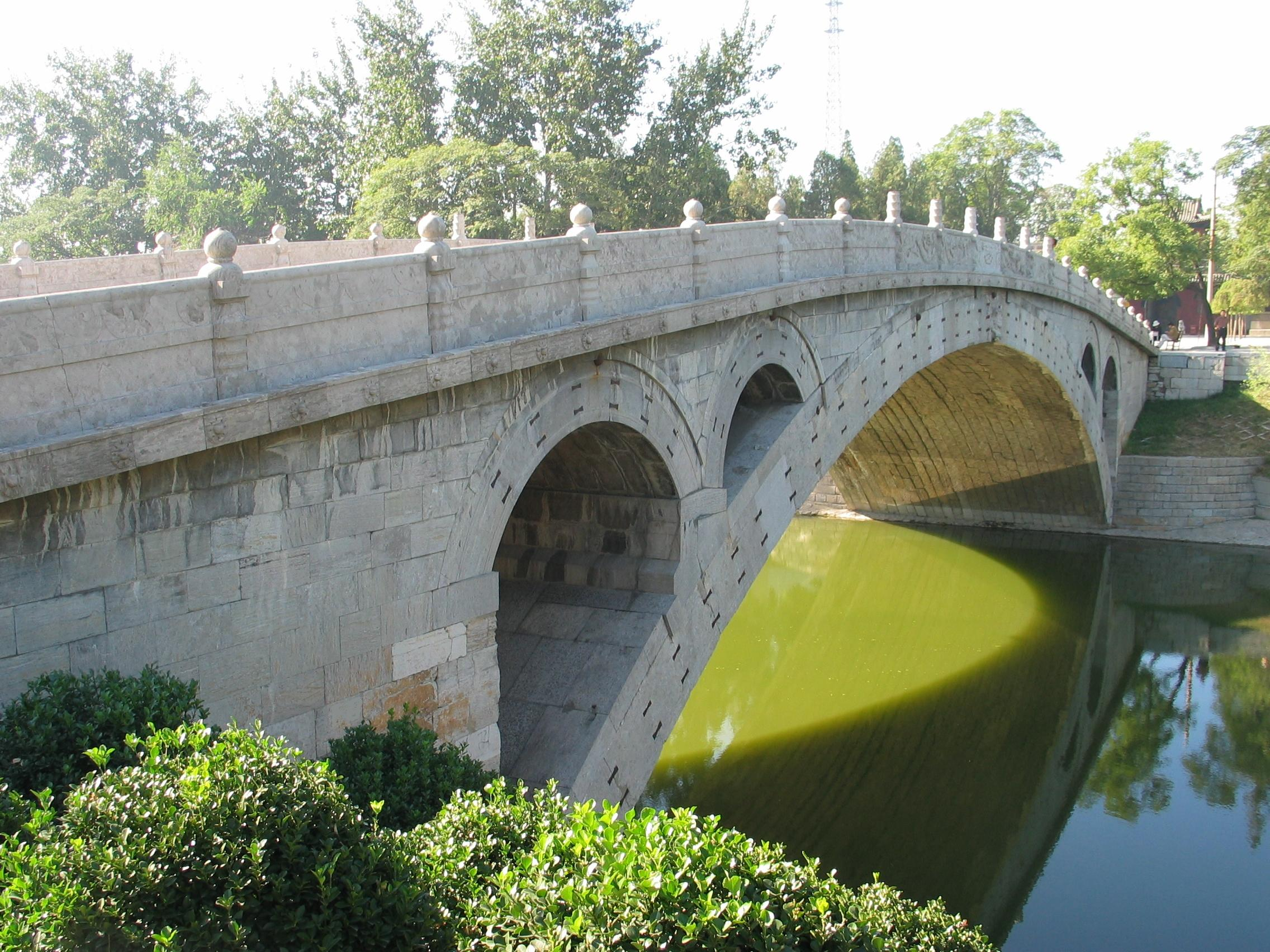
赵州桥（图）与广济桥、芦沟桥、洛阳桥并称为中国四大古桥

据考古发掘分析，中国石器时代的桥梁为木梁桥。随着铁器时代的来临，加工大型石料成为可能，石材成为主要的建筑材料。其中，王莽时期修建的灞桥，以石为墩，以木为梁，是石木结合的代表作。石拱桥的出现使中国古代桥梁进入了一个新纪元。建于隋朝的赵州桥制作精良，结构独创，其石拱桥跨径纪录，直到1959年湖南黄虎港桥的建成才被打破。而卢沟桥和双龙桥都属于厚墩联拱石拱桥。与厚墩联拱相对应的是薄墩联拱石拱桥，多见于南方软基水网地区，其中最著名的是建于唐朝的苏州宝带桥。而最著名的竹索桥是四川省都江堰安澜桥，是以竹蔑为索材的吊桥。而中国最著名的铁索吊桥是四川省甘孜的泸定桥。中国古代的造桥技术，特别是石拱桥的建造技术，为现代桥梁建设奠定了良好的基础。
目前中国有超过100万座公路和铁路桥梁，近十年来，平均以每年2.7万座的速度增长。同时，中国桥梁不断刷新世界桥梁纪录，创造了众多“第一”和“之最”（参见世界大桥列表、世界悬索桥列表、世界斜拉桥列表、世界拱桥列表、世界最高桥梁列表 (桥面高度)、世界最高桥梁列表 (结构高度)）。不过中國桥梁建设取得的許多“第一”，多集中在跨径、塔高等指标上，在桥梁工程技术的基础理论研究、结构的耐久性和安全性、成套施工技术等方面，与发达国家相比还有一定距离。

## 日常生活

### 居住環境

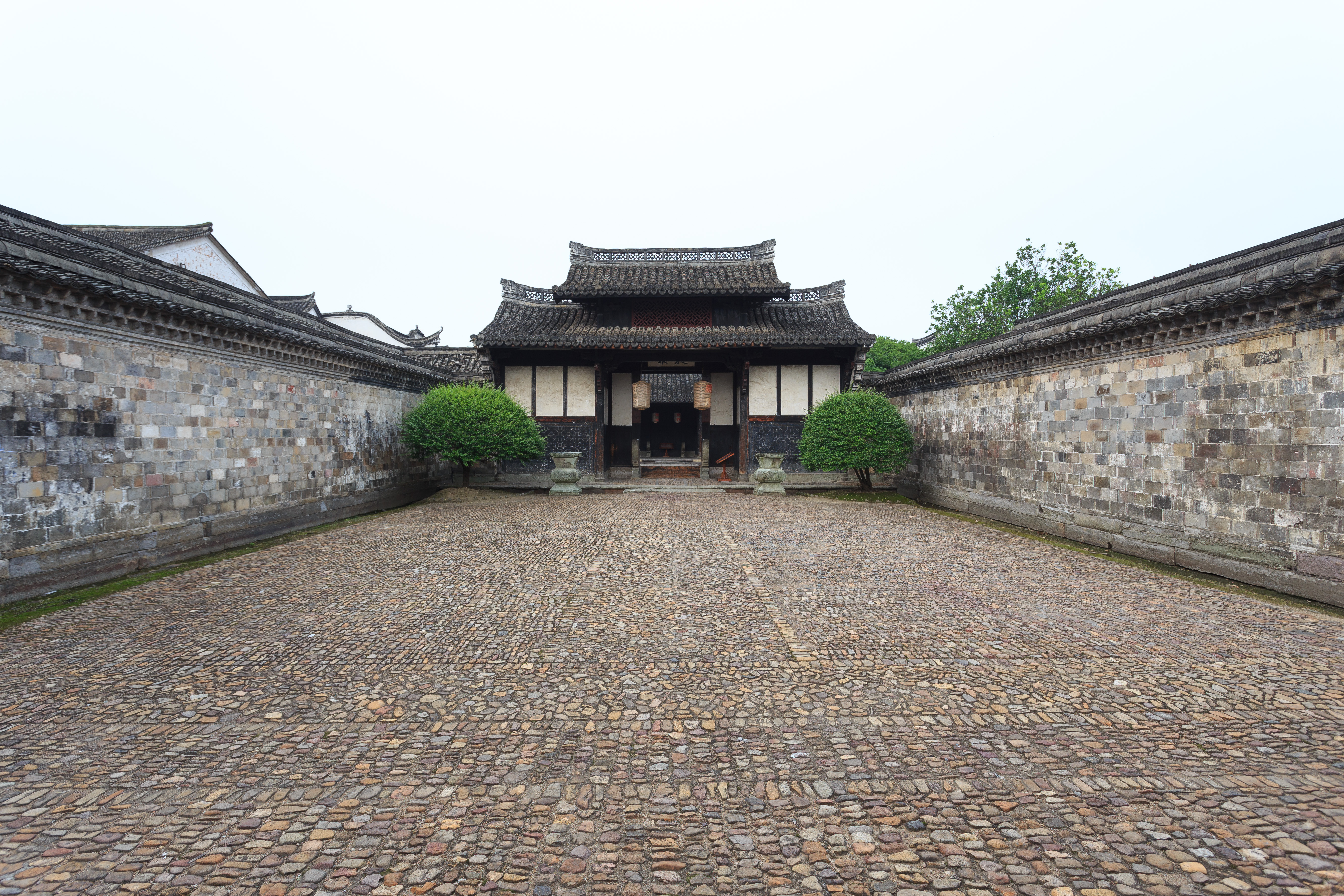
浙江东阳卢宅捷报门

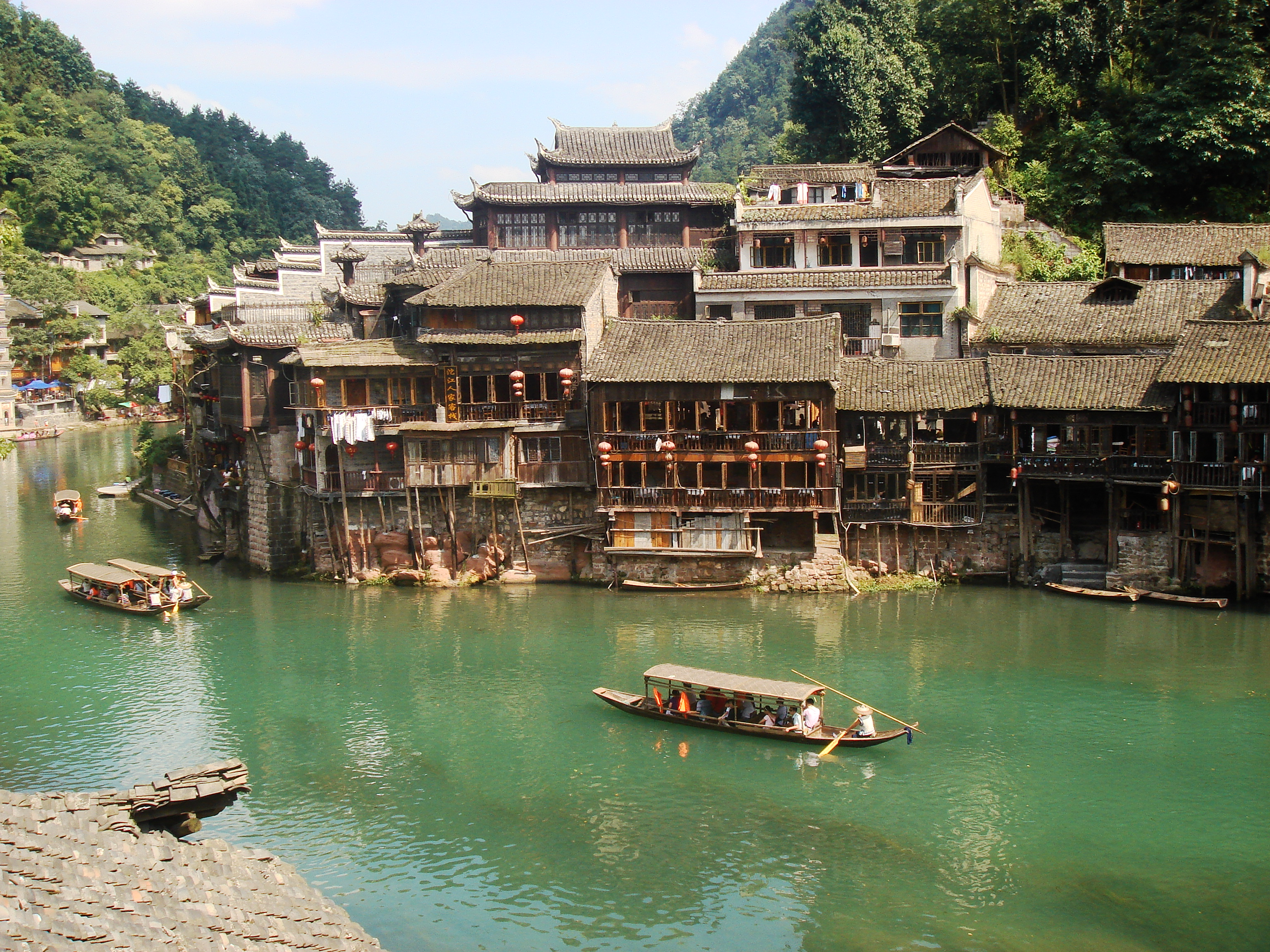
湖南湘西州的凤凰古城沿河的吊脚楼，為中國一特色民居建筑

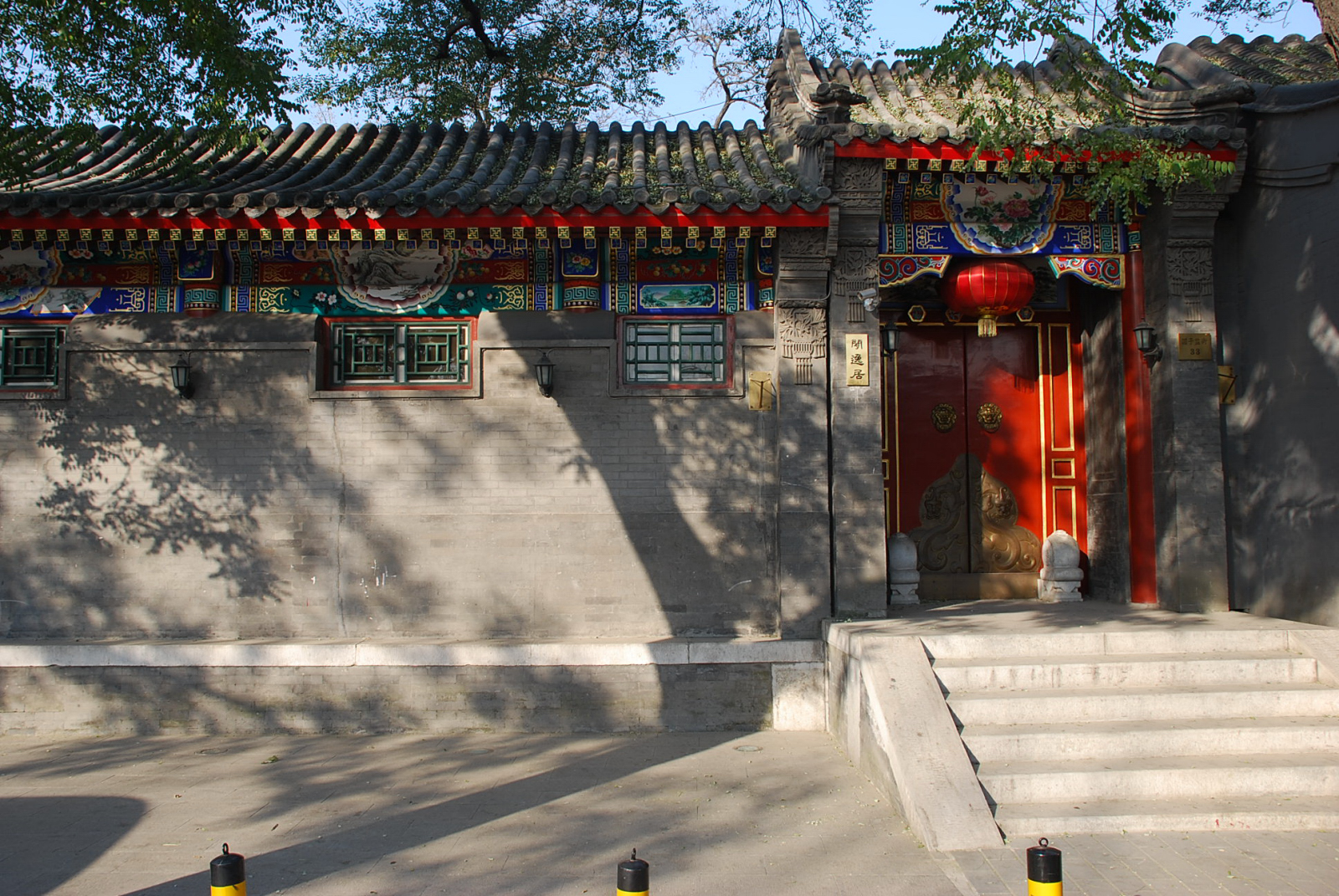
北京国子监街一所民居

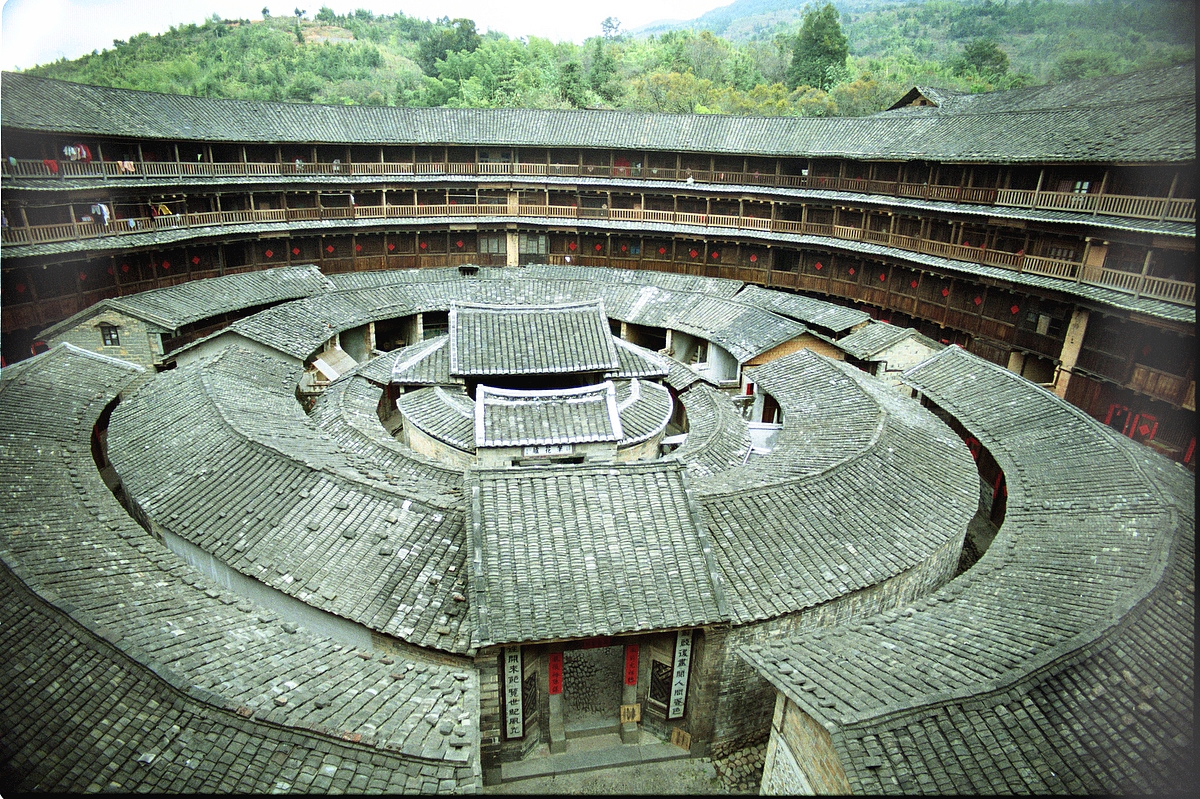
四环承启楼

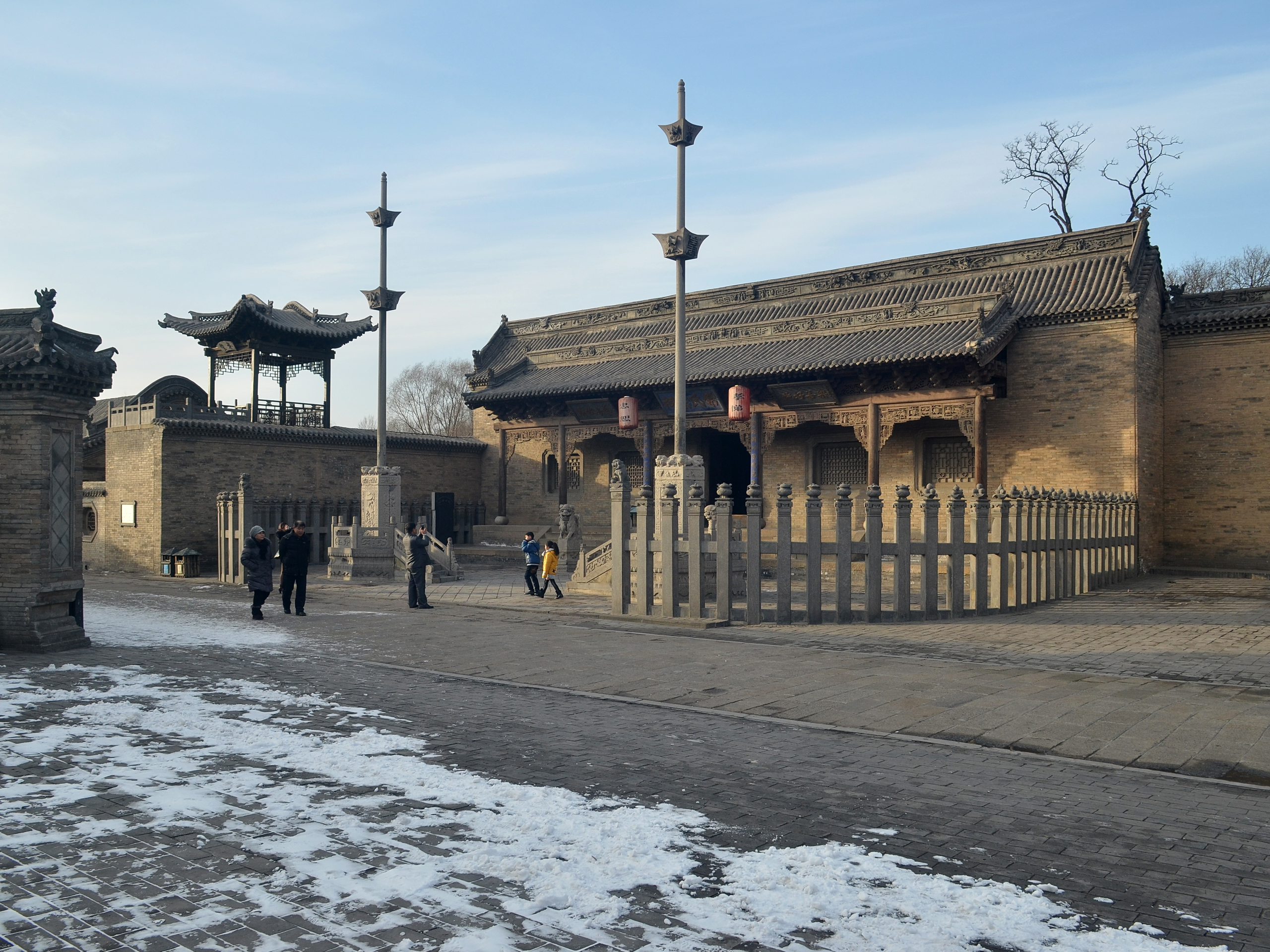
山西常家庄园，為中國清代一座民居建筑群

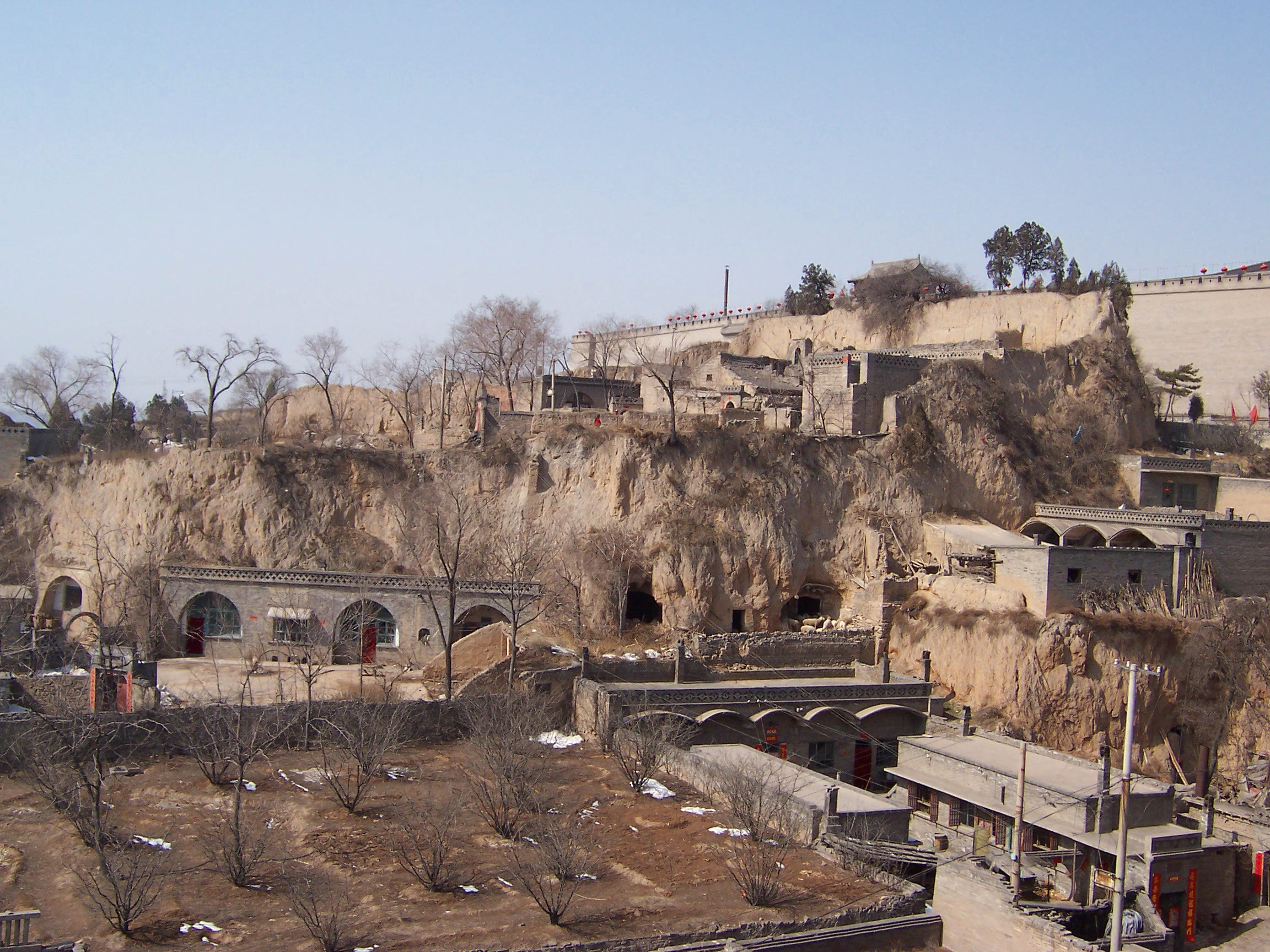
山西的窑洞式民居

由于中国疆域辽阔，民族众多，各地的地理条件和生活方式都不相同，因此，各地人居住的房屋的样式和风格也不相同。中国古代的园林建筑，追求人工模仿的自然形式，「虽由人作，宛若天成」。 在中国的民居中，最有特点的是北京四合院、西北黄土高原的窑洞、安徽的古民居、福建和广东等地的客家土楼和蒙古的蒙古包。
方形建築為中式住宅的普遍類型。四合院的格局为一个院子四面建有房屋，通常由正房、东西厢房和倒座房组成，从四面将庭院合围在中间，故名四合院。四合院就是三合院前面有加门房的屋舍来封闭。若呈“口”字形的称为一进院落；“日”字形的称为二进院落；“目”字形的称为三进院落。一般而言，大宅院中，第一进为门屋，第二进是厅堂，第三进或后进为私室或闺房，是妇女或眷属的活动空间。四合院在中国至少有三千多年的历史，在中国各地有多种类型，其中以北京四合院为典型。四合院通常为大家庭所居住，提供了对外界比较隐密的庭院空间。三合院为中国传统古厝的基本形制。三合院一般由北面正房（正身）和东西厢房（护龙）组成。由于房屋坐落于三个方向，故名三合院。正厅为祭祀与接待宾客之处，左房是户长居室，右房是长辈居室；左护龙为长子所住，右护龙为次子所住；若中人丁旺盛，则于左右护龙外，再加盖“外护”，屋舍高度则随正厅（房）、护龙依次下降。三合院是四合院的简化形式，通常是将四合院南房直接用院墙代替，大门也采用门楼样式。其它形式有一条龙、单伸手。
徽派建筑是中国建筑中的一支重要流派，是徽文化最重要的组成部分之一。徽派建筑主要流行于皖南徽州六县〔歙县，黟县，绩溪，婺源，祁门，休宁〕，以及旧时的严州地区（今浙江建德、桐庐等地），亦流行于赣北、皖南等徽语区（如江西浮梁、德兴安徽旌德、石台，等地）。馬頭牆是徽派建筑最重要的标志之一，徽州三雕和徽州壁画是最普遍的装饰物，有些雕刻作品和壁画如今也是相当珍贵的文物。徽州民居依靠着黄山，又有无数河流、小溪穿过。徽州民居一般都是小桥流水，曲径通幽，亭台楼阁，雕梁画栋，风格清新雅致，又不失奢华。徽州民居注重风水，强调与自然的统一，宏村的牛型设计更是享誉中外，至今来看也十分科学、精致。明清时期，徽商鼎盛，衣锦回乡后，将巨大的财富带回徽州各地，修建富丽堂皇的房屋、私家园林也便成了体现身份的方式之一，宏村等地有些房屋的墙壁甚至鎏以金粉，相当奢华。宏村有“民间故宫”一称，保存着大量的画作、楹联、木雕等精美物品，是研究徽文化重要的途径。著名的徽派建筑代表有，棠樾牌坊群，许国石坊，西递，宏村，南屏，呈坎，唐模，屯溪老街，等等。其中，西递、宏村于2000年被列为世界文化遗产，亦是首个民居类的世界遗产。如今，许多地方都仿建徽派建筑，由以安徽省内居多，北京、南京等地亦有。其中大部分并不是标准的徽派风格，只是将建筑加上一些徽派元素，如马头墙安放在屋顶，加之白墙黑瓦。
窑洞是一种民居建筑形式，是中国大陆黄土高原地区，例如陕西省和山西省的特色建筑。黄土高原比较缺乏木、石等建筑材料和烧砖、瓦所需的燃料，但有质地细密的黄土层。窑洞特别是土窑充分利用了这一情况。外部的土层有利于室内恒温和隔音。下面是实地的地板可以大量承重。易燃材料不多因而火灾不易传播。建築的主要特点是顶上覆土，内部下面方型上面拱型。多数后面比前面稍窄，呈喇叭形。常见的单间窑洞宽約三點五米左右，高约三至四米，深約五至九米。前面有木结构、带门和格子窗的外壁。内部墙面上抹泥、熟石灰或掺石灰的泥，还可以贴纸和窗花进一步装饰。窑洞前的地面平整后，在周围围以土墙。土窑建築直接在黄土形成的崖壁上挖孔形成居室。多数在内部加盖砖或石墙，以防止土层倒塌。福建省南部與西部常見此類型，最著名的栱圆形建筑是福建土楼。福建土楼总数约三千余座，主要分布地区包括龙岩市永定县和漳州市南靖县、诏安县、平和县、华安县。福建土楼是世界独一无二的山区大型夯土民居形式，产生于宋元兩代，成熟于明末、清代和民国时期。
中国疍家人是以船为家的渔民。由于他们生活在船艇上，士大夫则雅称之为“艇户”。

### 饮食
中国饮食讲究礼仪。飲食文化受地域影響，历经數千年發展出多樣的類別，並對食材、火候、刀工、和調味的技巧極為重視。今日最有影響者為「八大菜系」，包括川菜、粵菜、蘇菜、魯菜、閩菜、湘菜、徽菜和浙菜美食。中國菜分成主食與副食，在烹調法和配料的使用極為廣泛，同時強調傳統中醫學的食療方法。菜餚主要的食材有肉類（家禽、牛肉、豬肉、羊肉等）、蔬菜、水果和大豆等，常用的辛香料有韭蔥、薑、蒜，另外會搭配花生油、芝麻油、臘肉、醋、黃酒、肉汁等。現今中國最受歡迎的肉類為豬肉，約佔全國肉類總消費量的4分之3。
一般來說，靠近海洋、氣候溫暖的南方地區民眾主要以稻米為主食、並搭配海鮮和蔬菜菜餚，北方乾燥地區的民眾則以小麥製成的麵點和麵條為主食。過去民眾飲食主要是簡單的米糧和蔬菜，肉類則預留給特殊場合，平日以豆腐、豆漿等豆製品補充蛋白質。部分飲食則受到宗教影響，發展出佛教徒的素齋和穆斯林的清真菜。另外還有許多從中國菜延伸出來的分支，包括香港的飲食文化，及由中國移民發展的美式中國菜，而流行的菜餚有宮保雞丁、鍋貼、麻婆豆腐等。中國被認為是茶的原產地，很早之前便發展出種植茶樹與發酵的方法；並結合文化個性開發出飲用中國茶的方法。
中國飲食文化具有極高藝術和文化價值，強調飲食精緻、審美享受、情感交流與講究禮節，與西洋世界的飲食文化不同，中國主要餐具為筷子；歷史上不少東洋世界國家同樣以筷子為餐具，為一文化特色。
中国是茶的故乡，中国茶文化源远流长，博大精深。几千年来中国不但积累大量关于茶叶种植、生产的物质文化、更积累丰富的有关茶的精神文化。中国是造酒的古国。在龙山文化时期出现自然发酵的果酒；后来发展将谷物糖化再酒化的技术；先秦时期出现曲法酿酒；汉代以后发展制曲技术；东汉引进葡萄酒；宋代出现药酒；元代、明代出现从阿拉伯传入的蒸馏法酿制的烧酒。中国酒文化源远流长。酒不但用于祭祀、会盟、祝捷等公务活动，还用于民间的喜丧礼仪、欢聚迎送等场合。中国酒文化和诗歌、戏曲也有着丰富的联系。中国菜已经历数千年的发展历史。它由历代宫廷菜、官府菜以及不同的风味的地方菜系所组成，分为八大菜系。中国菜选料范围广泛，制作精细，品类繁多，注重色香味的统一和调料的使用，体现精湛的烹饪技艺和丰富的文化内涵。中国菜的食物大多加工成小块宜食的尺寸，固体食物使用筷子进食。

### 傳統服饰

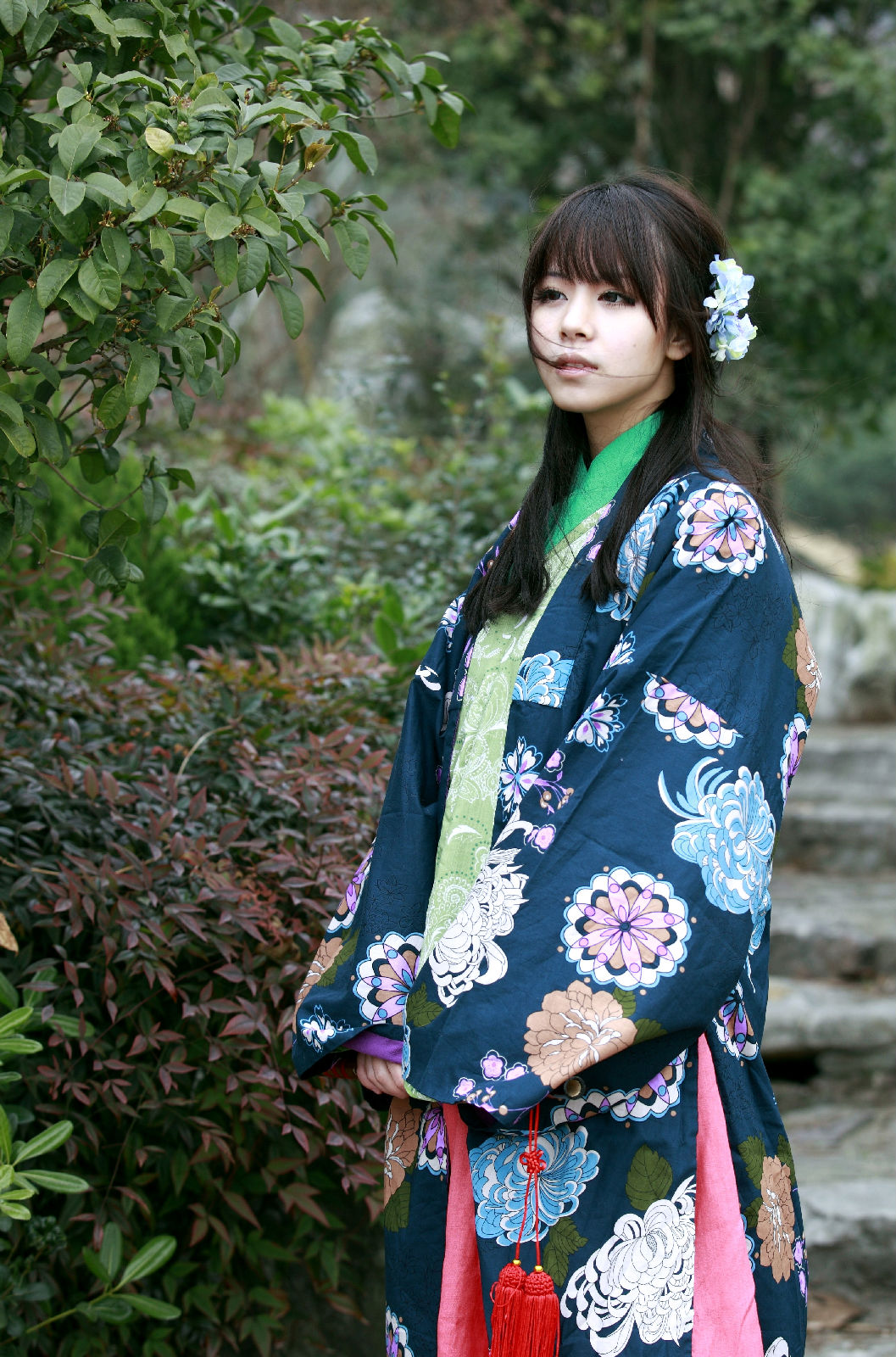
穿著中式服飾的女性

中國服飾為華夏文明的重要組成部分。中國服飾在几千年的时间中通过历代中原王朝对周礼服制传袭下來，在儒教礼典中也不断适应时代的需要而产生朝代特色的常服。不同朝代的常服则不尽相同，各朝代往往对各个等级允许的颜色、式样有细致规定，朝代特征较明显。中国每个民族往往有自己独特的民族服饰，歷史上不同朝代的常服則不盡相同，對不同身份不同客層階級的人在衣裝方面也有細緻的規定，如唐裝、藏袍、蒙古袍、漢服、旗袍、中山裝等。
距今七千年前的河姆渡文化和距今六千年前的仰韶文化等古文化遺址中，都發現了原始的織布工具和織物殘片遺存。夏商周時期服飾的典型特徵有交领、右衽、系带等。商代的織物顏色，以暖色為多，尤其以黃、紅為主，間有棕色和褐色，但並不等於不存在藍、綠等冷色。只是以朱砂和石黃製成的紅黃二色，比其他顏色更鮮艷，滲透力也較強，所以經久不變並一直保存至今。周代服飾大致沿襲商代的服制，只是略有變化。衣服的樣式比商代略寬松。春秋战国时期，服饰大致沿袭西周的服制，只是略有变化。百家学说对服饰的完善有着一定的影响。冠服制被纳入了“礼治”的范围，成了礼仪的表现形式，从此中国的衣冠服制更加详备。
秦汉服装基本沿袭战国时期，仍然以衣裳、深衣、襜褕为主，袍按裁剪方式大致分为曲裾、直裾两种，都是男女均可穿着。武士则着短衣小袖大绔。汉代窄袖紧身的绕襟深衣，衣服几经转折，绕至臀部，然后用绸带系束，衣上还绘有精美华丽的纹样。衣袖有宽窄两式，袖口大多镶边。衣领部分通常用交领，领口很低。如穿几件衣服，每层领子必露于外，最多的达三层以上，現代称“三重衣”。魏晋南北朝时期，服装基本承袭秦汉的遗俗。男子的服装流行大袖翩翩的衫子。直到南朝时期，这种衫子仍为各阶层男子所爱好，成为一时的风尚。褲褶是游牧民族的傳統服裝，基本款式為上身穿齊膝大袖衣，下身穿肥管褲。這種服裝的面料，常用較粗厚的毛布來制作。穿褲和短上襦，合稱襦褲，但封建貴族必須在襦褲外加穿袍裳，只有騎馬者、廝徒等從事勞動的人為了行動方便，才直接把褲露在外面。封建貴族是不得穿短衣和褲外出的。到了晉代這種習慣才有所改變。南北朝的褲有大口褲和小口褲，以大口褲為時髦，穿大口褲行動不便，故用錦帶將褲管縛住，有、又稱縛褲。
隋唐妇女的常服仍然是襦裙。在隋代及初唐时期，妇女的短襦都用小袖，下着紧身长裙，裙腰高系，一般都在腰部以上，有的甚至系在腋下，并以丝带系扎；唐代男子常服，以幞头袍衫为尚，幞头又称袱头，是在汉魏幅巾基础上形成的一种首服。唐代官吏，除穿圓領窄袖袍衫之外，在一些重要場合，如祭祀典禮時仍穿禮服。唐代初期至中期還流行漠北的君主制国家霍尔回鹘人的胡服。五代时期服饰基本筵沿袭了唐朝服饰。宋代女服基本式样有两种：大襟右衽交领和对襟；宋代男服沿袭了大襟右衽交领和圆领这两种传统服饰式样。遼代服裝以長袍為主，男女皆然，上下同制。金代男子的常服，通常由四個部分組成，即頭裹皂羅巾、身穿盤領衣、腰系吐骼帶、腳著烏皮鞋，多用環境色，具有游牧民族的裝飾特點。元代的服飾有腰線襖。明代妇女的服装以襖裙为主，與前代襦裙的主要差異在於上衣並不束在裙子內。明代男子服饰基本沿袭了大襟右衽交领和圆领这两种传统服饰式样，但又有元代服饰特点，发展出曳撒等特色服饰。明代開始於顯眼處使用纽扣，在部分常服及軍服中使用较多，禮服、官服則仍然沿用交領及盤領款式，不在顯眼處用扣子。清軍入关之后清朝統治者用武力推行剃发易服，結果導致明代男裝及官服消失在清代的主流社會中，但在「十從十不從」的規範下，部分地區的女性、僧道、兒童等的服飾並未強制改變。清代漢族婦女服飾變化方面較男服為少。后妃命婦，仍承明俗，以鳳冠、霞帔作為禮服。普通婦女則穿披風、襖裙。披風是清代婦女的外套，作用與男褂相似，其制為對襟、大袖、下長及膝。披風之上，裝有低領，點綴著各式珠寶。披風的裡面，還有大襟、大襖小襖，小襖是婦女的貼身內衣，顏色大多用紅、桃紅、水紅之類。婦女的下裳，多為裙子，顏色以紅為貴。裙子的樣式，初期尚保存著明代習俗，有鳳尾裙及月華裙等。清末，在普通婦女中間，還流行穿褲。

### 節慶習俗

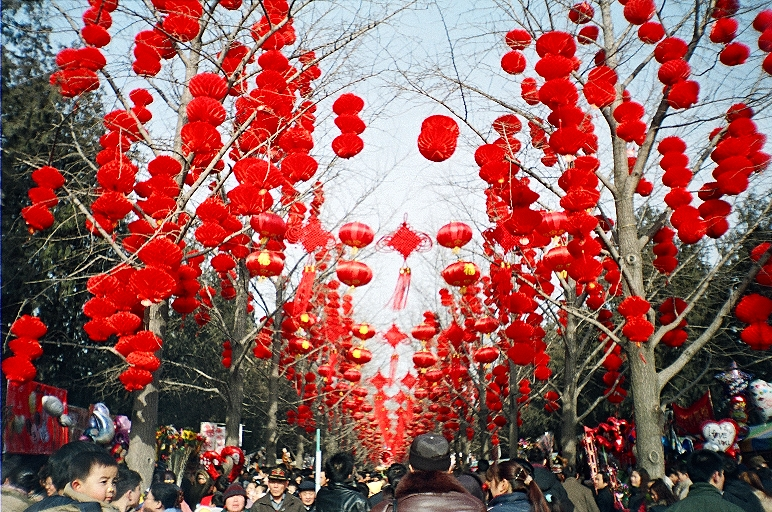
北京东城区地坛公园的灯笼

农历，旧称陰历，是源于夏朝的汉族传统历法，在儒教“行夏之时”的影响下沿用四千多年，属于阴阳合历，以十二个朔望月为一年，二十四节气来反映季节变化，在東亞文化圈影响广泛，汉族根据夏历形成的祭享民俗构成民俗节日。中國的歲時、歲事、月令、時令在日本被稱為“年中行事”或者“名節”，在韓國稱為“歲時風俗”。江戶時代齋藤月岑著有《東都歲事記》，朝鮮時代柳得恭著有《京都雜志（경도잡지）》（1800年前後）、金邁淳著《洌陽歲時記（열양세시기）》（1819年）、洪錫謨著《東国歲時記（동국세시기）》（1840年前後）。还有信奉佛教的藏族使用源自天竺的佛历，信奉伊斯兰教的回族、维吾尔族使用阿拉伯人的伊斯兰历，傣族則有傣族历法。
中國傳統節日是華人隨著季節、時間和物候轉移，開展具有特定主題的風俗和紀念意義的社會活動日，並因應時地環境代代相傳，反映華人累積的傳統智慧和生活情趣以及人與自然、人際關係等，以華人四大節日最為有名。中華傳統節日類型多樣化，根據《通勝》的載錄，年中最少有九個主要節日、二十四個節氣和一百四十多個神誕。這些節日可分為農業耕作、宗教祭祀、人倫孝悌、驅瘟避邪四大類。香港每年的公眾假期共計十七天，其中的十二日被《僱傭條例》規定為法定假日。澳門每年有十五個節日，共計二十日為公眾假期，其中的十日被《勞動關係法》規定為強制性假日。中国大陆少数民族习惯的节日，由各少数民族聚居地区的地方人民政府，按照各该民族习惯规定放假日期；全体公民放假的假日，如果适逢星期六、星期日，应当在工作日补假；部分公民放假的假日，如果适逢星期六、星期日，则不补假；中国大陆放假一天的节假日，如遇星期三则不调休。

### 康樂競技

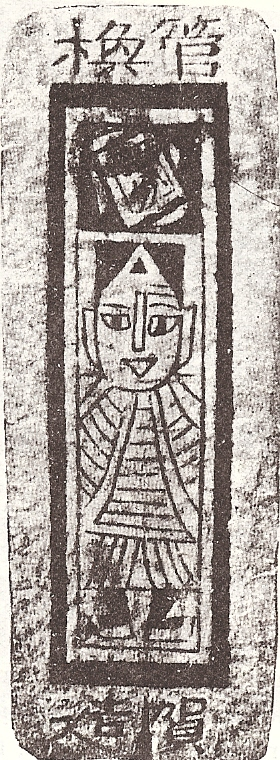
吐鲁番发现的1400年纸牌，外觀與後世香港的「東莞牌」類似，圖片出自Joseph Needham所著《Science and Civilization in China: Volume 5, Part 1, Paper and Printing》，１９８６年台北敦煌書局出版

中國有不少傳統遊戲，可分為棋类、牌类、猜射等類型。古代中国發展出不少棋類遊戲，如围棋就是起源于中国，中國古时有「弈」、「碁」、“手谈”等多种称谓，屬世界三大棋类之一。围棋是一種策略性棋類，使用格狀棋盤及黑白二色棋子進行對弈。对弈双方在棋盘网格的交叉点上交替放置黑色和白色的棋子。落子完毕后，棋子不能移动。对弈過程中圍地吃子，以所圍「地」的大小決定勝負。围棋规则简單，但玩法千變萬化，被认为是目前世界上最复杂的棋盤游戏之一。另外，灯谜亦是中国受歡迎的傳統遊戲。在中国习俗的活动上会称做猜灯谜，每年逢正月十五元宵节，会将灯谜结合赏花灯，变成许多人可共同参与的猜谜游戏。与一般的谜语相比，具有更严格的规则。方法是将谜语贴在灯上，多数谜语都是诗词，猜中谜语的人，有时可获得奖品。随着时代改变，现今的灯谜活动未必都将灯谜写在灯笼上。猜灯谜有时又说为<射灯谜>，因此多会在谜语之后看到：“射一个字，某某格”之类的提示。
此外，觀看评书亦是中國傳统的余暇節目之一，评书在湖北、粤廣地区及闽南地区称為「讲古」，在四川称为「讲书」，古称「說話」，是中國一种口头讲说的表演形式。评书在宋代開始流行。评书的語言載體一般是各地說書人自己的母語，因此也是方言文化的一部份。清末民初時，評書的表演為一人坐於桌後表演，道具有折扇和醒木，服裝為長衫；至20世纪中叶，多不再用桌椅及折扇、醒木等道具，而以站立說演，服裝也較不固定。

### 體育運動

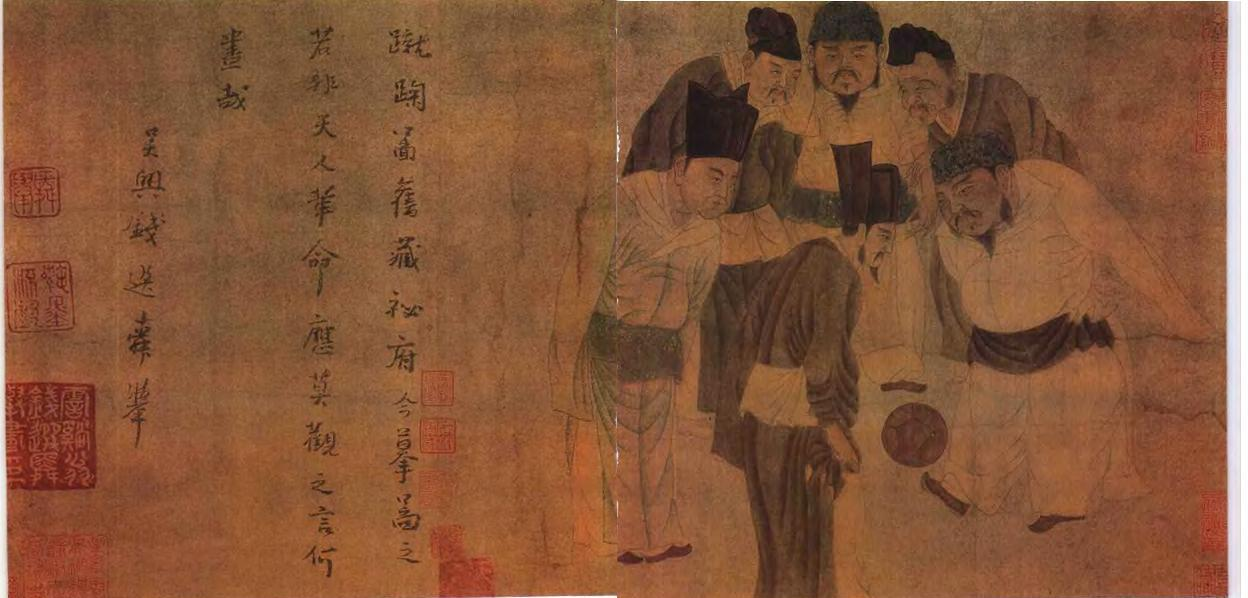
元代画家钱选临摹的《宋太祖蹴鞠图》，现藏于上海博物馆。最初由宋代画家苏汉臣所绘，原作已佚，此为临摹之作。体育史家认为这幅画上六人，分别为赵匡胤、赵光义、赵普、石守信、党进、楚昭辅

中國在远古时期就出现蹴踘、射御、角觝、擊劍、捶丸等運動。至唐堯、虞舜、夏、商、周五代，又出現劍術、拳術、投壺、弓矢、擊壤。角觝，又稱角力、摔跤或相撲。殷周時，角觝是軍事訓練的一種。周天子挑選出征的武士時，候選人須進行徒手的角力比賽。戰國時，則成為一種表演性競賽。至秦國時才明定成「角觝」，主要為觀賞用。唐代皇宮中還有摔跤隊表演，民間也流行相撲，更於此時傳到日本。相撲形式上可分成兩大類：一類是正式爭勝負的比賽，具有打擂台的意味。這類有些由政府出面組織，有些是民間自發組織；一類則是在瓦社等遊藝場所日常進行的表演性組織。蹴踘是現今足球運動的前身。捶丸則是類似高爾夫的運動，規則是以將球捶進洞最多的一方贏出。至隋唐之時，古代體育發展出諸如摔跤、拔河、秋千等新類型，其中最為興盛的要數馬球與足球這兩種，此兩者在唐代傳到日本。宋真宗時，曾因相撲運動時有人受傷而下令禁絕。明清之際中国體育活動仍有發展。然而，部分活動經過清末至民初一連串的戰爭，中國古代運動至今多已失傳，然而如拔河、秋千等活動仍歷久不衰，如角觝等競技則為日本保存至今。
中國武術俗稱中國功夫，意即打鬥技巧，它也被分成多個門派，由拳腳至運用刀劍等的技巧也有，中國人不單把武術作為打鬥技巧同時也作為一種健體強身和養生的方法，現在中國武術也作為電影的主題。

## 宗教
中国上古存在上帝及祖先崇拜等原始宗教信仰，祭神祀祖自商朝为中国的国家宗教，祖先神是人们祈求上帝的媒介。尧舜禹的臣子皋陶兴“五教”、定“五礼”、创“五刑”、立“九德”、亲“九族”。《尚書·皋陶謨》曰:「天秩有禮，自我五禮有庸哉」。中國人的信仰以儒教、祖先信仰、道教、佛教和各種中華民間信仰為主。由於道教、佛教吸收儒教思想以及相互的影響，在南北朝时期形成儒釋道三教合一的中國宗教信仰傳統，這些俱有中國特色的佛教不單深深影響中國，還通過交流而影響日本、韓國和越南等東亞國家。此外，中国还有伊斯兰教、天主教、基督教新教、东正教等，并有萨满教、东巴教、万物有灵信仰等本土地方宗教。佛教徒的构成中，包括信仰藏傳佛教的藏族、蒙古族、珞巴族、门巴族、土族、裕固族，信仰南傳佛教的傣族、布朗族、德昂族，以及信仰漢傳佛教的汉族等。
中國遠古原始先民已有其獨特的神話，中國神話記載遠古時世界因盤古開天辟地而出現，之後又有女媧造人和補天的神話，當中神話中的龍後來也成為中國皇帝以至是中國的像徵。中國占星術将星宿划分為七曜或二十八宿等。除此之外，中國民間也流行有關十二生肖的神話。大多数中国神话主要发生在很古老的三皇五帝时代，其中主要由一本名叫《山海經》的書記載。
儒教的祭祀对象分为天神、人鬼和地祇。儒教百神，组成像人间官僚系统那样的等级体系。每个神的品级、爵位，一般说来，是由儒者规定的，并载入国家祀典。平素，它们依照规定，享受一方祭祀，如同诸侯的有封地和食邑；大祭时，则依品级配享、从祀于天坛之上。不入祀典的，被称为“淫祀”。天子是上帝之子、是受天命，即奉天命治理天下。人间的帝王和朝代就是五方上帝轮流所感应而生的，因此也称为“感生帝”。祭祀的法则详细记载于儒教圣经《周礼》、《礼记》中，并有《礼记正义》、《大学衍义补》等经书解释。古代中国“神不歆非类，民不祀非族”，祭祀有严格的等级界限。天神地祇只能由天子祭祀，祭天的圣所是天坛。诸侯大夫可以祭祀山川。士庶人则只能祭祀自己的祖先和灶神。 宗庙供奉祖先灵位。供奉和祭祀祖先的祠堂往往又被稱為「家廟」或「祖堂」。

### 道教

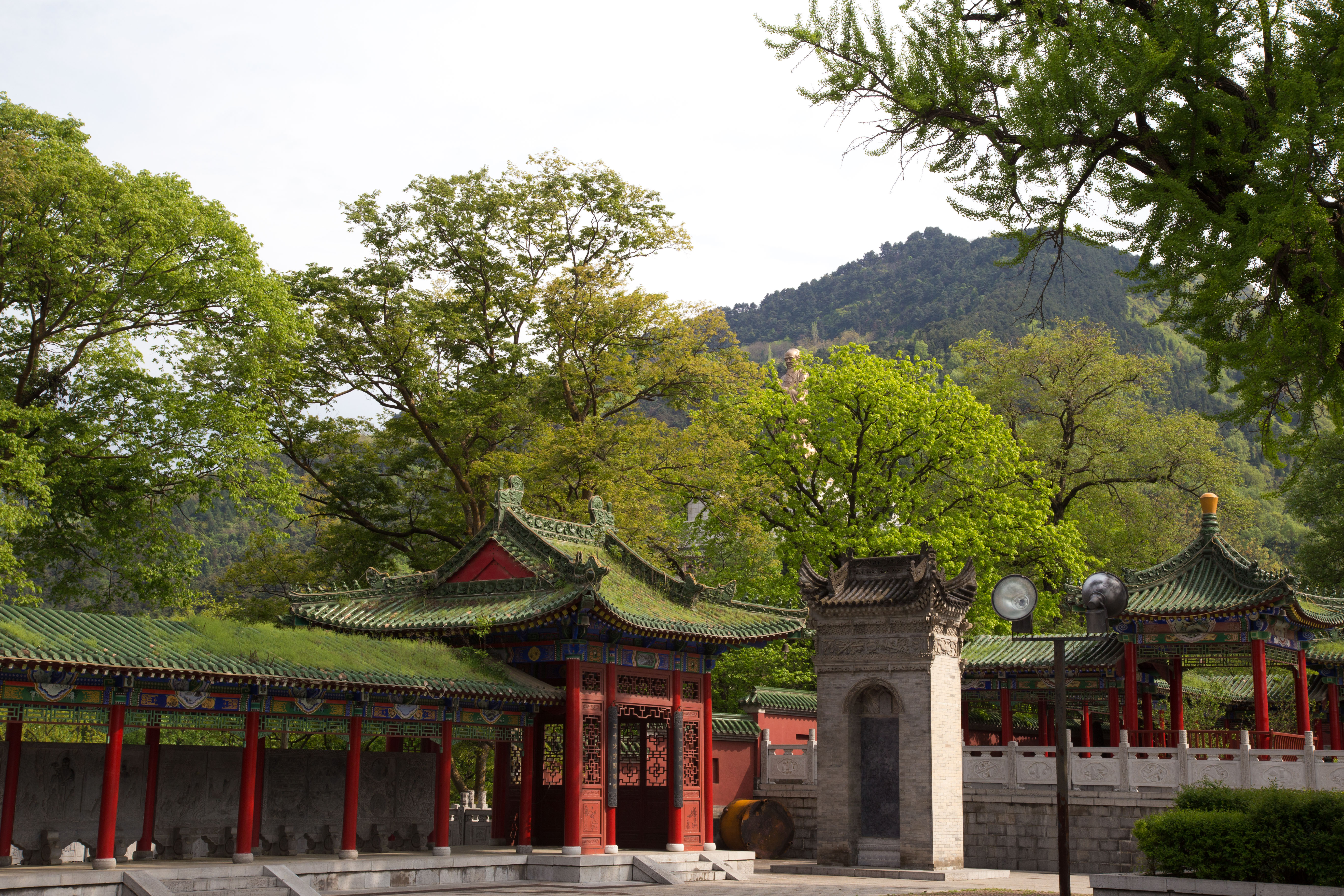
秦岭北麓中部陕西省西安市的楼观台是道教的圣地

道教是起源於中国的宗教。春秋时期（约公元前六世纪），老子创立道家，战国以后又产生神仙家，秦汉时期在道家和神仙家的基础上，吸收阴阳家、墨家、儒家诸家思想，先后兴起方仙道、黄老道，经过长期发展，到东汉，张道陵创立正一盟威道，正式形成道教。

### 薩滿教
薩滿信仰在中國的傳統始於史前時代，滿洲人的祖先女真人直到公元11世紀也保持著薩滿信仰。薩滿信仰清代以前便在中國東北盛行，並與滿族的傳統結合起來。薩滿信仰（藏人稱之為苯教）在西藏早期居於絕對優勢地位，擁有參政、議政之權，其勢力甚大、信徒甚眾。在吐蕃軍隊出征的時候，也往往會有薩滿巫師隨軍，通過巫術來提高吐蕃軍隊的士氣。赤松德贊繼位之後，為了加強王權，大力扶持佛教勢力，將佛教確立為國教並打壓苯教。赤松德贊這一政策遭到眾多大臣的反抗，但都以失敗告終。此後的數代贊普都延續了這一政策，赤德松贊和赤祖德贊在位期間，更是在政務九大臣之上設置「僧相」一職，將佛教僧侶地位置於世俗貴族之上。僧相強制推廣藏傳佛教，對苯教的打擊則是變本加厲。這使不少苯教信眾逃避到阿里、安多、康區等偏遠地區。為了苯教生存，苯教全面佛教化，苯教供奉起了佛教的佛、菩薩、金剛、明王，改成紅色黃色的袈裟，不再長髮披肩，跟佛教比丘一樣剃髮，成為藏密佛教的一支，但保留了一些教義和儀式規則（例如朝塔時以反方向進行，一般佛教徒以順時針方向進行），例如各派的活佛常常以轉世靈童傳承，苯教則是以宗教考試取得最高的法王、仁波切的地位。
原始薩滿信仰與藏傳佛教結合的這種宗教形式，在北元後期和清代被制度化，並定為國教。在中華民國推翻清朝統治之後的一個世紀裡，薩滿教幾乎消聲匿跡，但是現今仍然可在北京故宮里，仍然可以找到當年清朝皇族舉行儀式的堂子，例如坤寧宮。

### 佛教

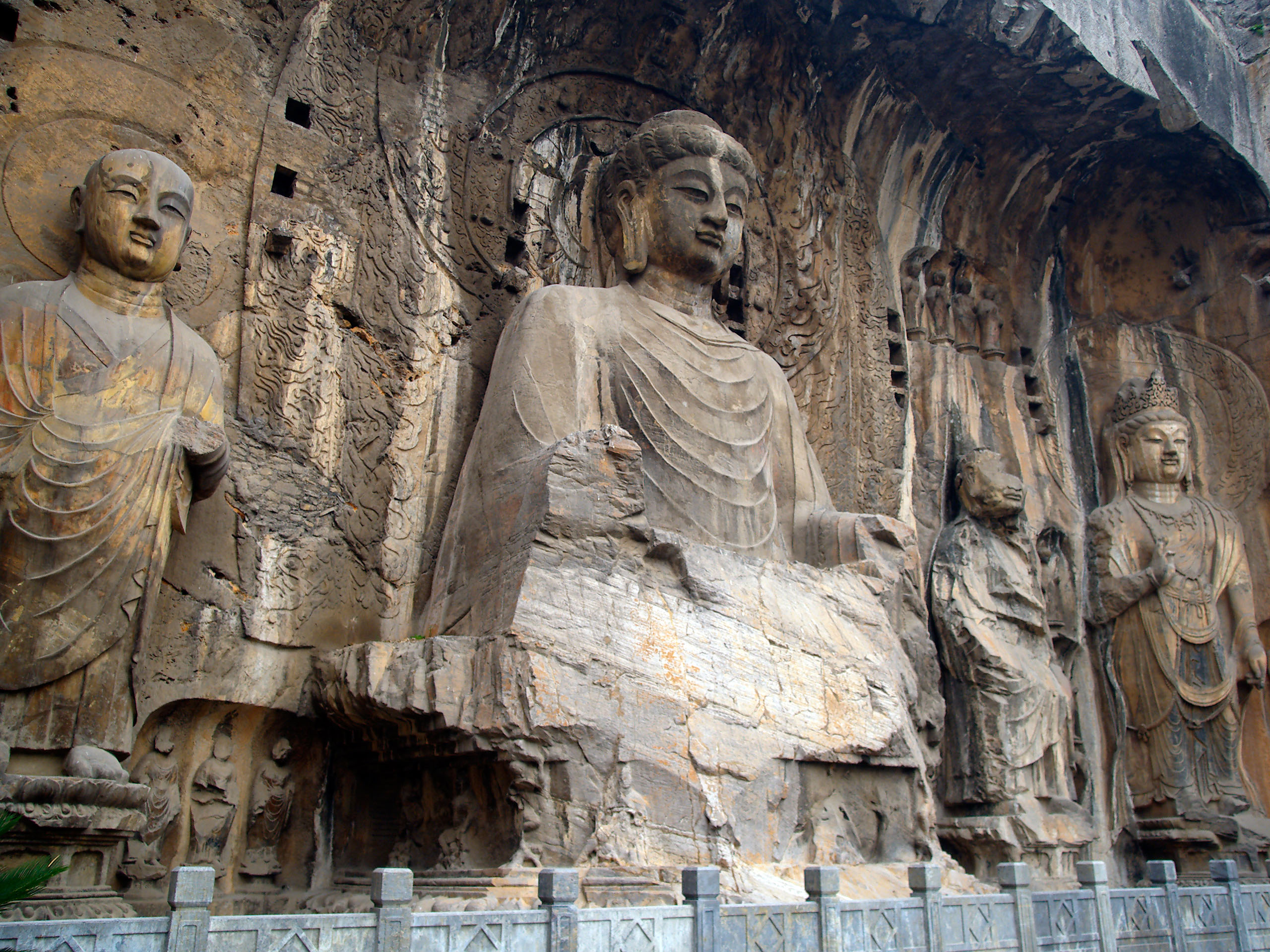
河南洛阳龍門石窟的奉先寺卢舍那大佛

西汉末年，佛教由印度传入中国，汉朝成立后，有鉴于秦朝的法家思想并不能有效地帮助朝廷维持帝国的长久统治，继而以无爲而治的黄老之道取代严管苛治的法家，汉武帝时，实行独尊儒术，自此儒家思想成爲中国文化的主轴。两晋南北朝时，佛教兴起，并深受玄学影响。佛教在中國唐朝時發展最興盛，因為當時有一名叫玄奘的僧人，原因是他感於當時傳入中國的佛經翻譯不善而有太多不明所以之處，故唐三藏親自去天竺（印度）取佛經，他於古印度那爛陀寺鑽研和翻譯佛經，然後把這些成果帶回中國，這就是有名的唐三藏取西經。
佛教對於中國習俗與其他宗教也產生了巨大的影響。具體表現在信三世。佛家認為，世間的萬事萬物都因緣和合而生，一切都在輪迴之中。雖然現世作惡而得福得壽，但其業果若不報於現世而將報於來世。因信三世六道，故信善惡定有果報，或報之自身體，或報之子孫，或報之來世。同時還引進了悔罪植福、延壽薦亡、修德禳災、設供祈願等觀念。
佛陀之學即為佛學，佛學以因果輪迴為理論，以五戒十善法為規律，藉以出世解脫為佛家一主要思想﹐以萬事無常轉變生死痛苦為理論。以無我、緣生、苦空為方法﹐以證得無為自在為目的。強調需要出世與解脫，必須厭惡世間欲望，不斷自我修練，解脫是在脫離人世痛苦為目的。在大乘佛教根本精神更進一步強調要捨己救世。佛陀一生所教的内容主要就是知苦与灭苦。「四聖諦」學說是佛教教義的核心，就是苦締、集諦、滅諦、道諦。「苦諦」是佛教認為人生在世，谁也免不了生老病死等諸多苦難。這些苦難不會因為人的死亡而結束，因為人死之後仍然會在六道中輪迴不息，苦總是存在的，只是程度不同罷了。佛教還認為，世間的萬物都是變化不定的，沒有永恆，這叫做無常。因為於無常敗壞法起貪著，則將造成身心的熾燃大苦，因此說無常故苦。集諦是講苦產生的原因。佛教認為有情眾生之所以會受苦，在於因無明而於六根觸受起愛執，而導致後有生死的純大苦聚集。佛教認為只要是在六道中輪迴，就無法避免會受苦。要想從苦中真正的、徹底的解脫出來，只有脫離輪迴這一個辦法。道諦為了脫離輪迴，必須進行修行。佛陀給出的方法主要為戒、定、慧三學。依八正道，便可以達到涅槃，永遠從輪迴中解脫出來，证得阿罗汉。

### 基督宗教

敦煌莫高窟藏經洞的唐代景教基督像絹畫殘片復原圖

基督教传入中国的时间也比较早，唐代时景教传入，到明代时天主教传入中国，这些宗教传入后为适应中国社会而本土化，到清代，因罗马教廷廢《利瑪竇規矩》，禁止中国教徒祭天祀祖，雍正年间清政府禁止天主教在中国活动，1840年西方的坚船利炮打开中国的大门，大批传教士来到中国传教，并先后在大清帝国和中华民国开办一些教育、医疗等事业。十九世纪晚期基督宗教在华推行本色运动。当年教会常被指为西方列强入侵中国的工具，因此教堂和西方传教士成为攻击目标。教会觉得应该结合中国文化传道，摆脱与西方传教士的从属关系，因此提出自治、自养、自传的“三自”观念，以消除与民众的隔阂，使基督宗教在中国扎根。一九二四年，教宗碧岳十一世委宗座首位驻华代表刚恒毅总主教在上海徐家汇大堂召开第一届中国主教会议(教会史上又称上海公会议，自五月十四日开至六月十二日)，大会主题是要求建立一个正常的、自由的、中国化的天主教会。会中研讨适应中国地区之传道方向，给中国教会制订了一套全备的传教典章，为中国教务竖立了一个新的里程碑。会议中主教们决定了把中国奉托给圣母照顾保护，并奉圣母为「中华母后」，事经圣座核准施行，会议开幕时举行了隆重的奉献典礼，会后又由总主教率领数十位主教及神父赴佘山朝圣，向天上母后举行再奉献礼。其时有不少外国建筑师在华工作，他们开始以西方技术结合中国传统形式建造教堂，以示对中国文化的尊重。

### 伊斯兰教
中国伊斯兰教起源于穆罕默德的叔父带领使团出使中国，并且修建世界最古老清真寺之一的怀圣寺。 宋朝时期，中国穆斯林控制了出入口贸易，也在朝廷中逐渐有影响力，著名的穆斯林有郑和、带领设计和修建元大都（今为北京）的也黑迭兒丁等。明朝时期，早期穆斯林移民的后代在语言、姓名及习俗方面融入了中国社会，同时南京也成为了重要的伊斯兰教学习中心。信仰伊斯兰教的人群主要是回族、维吾尔族、哈萨克族、柯尔克孜族、塔塔尔族、乌孜别克族、塔吉克族、东乡族、撒拉族、保安族等十个民族。根據2006年的統計資料，中國現在有大約2,000萬人為穆斯林。

## 文化沿革
中华文化发源于黄河流域的中原地区。炎黄时代是华夏文化的初步形成时期，经过尧、舜、禹和夏、商、周等时期的发展而日臻成熟。当华夏文明在中原发展的时候，在中国疆域内还分布着其他各种文化。正统中华文化中，有尊王攘夷的观念，春秋大义中的华夷之辩以礼乐衣冠作量度。华夷之辨的宗旨植根于《春秋》以及《仪礼》、《周礼》、《礼记》、《尚书》，以汉文化礼义和炎黄血统作标准。种族民族主义是中国传统民族主义的其中一个方面，另一方面它又是一种文化民族主义。华夏文化随着中原王国的对外交流和扩张而传播，史载大禹的活动范围已经达到越地；周泰伯建立吴国；在春秋时期，楚、吴、越等地已经成为华夏文明的一部分。
自1840年鸦片战争以来，中国传统文化受到西方文明的强烈冲击，处于劣势地位的中国人产生前所未有的危机感。为了自保、发展，“师夷长技以制夷”，起初以“中学为体，西学为用”的态度向西方学习近现代科学、技术，再后来到民国采用民主共和政体，建立现代国家。民初有識之仕發起「新文化運動」，与此同时，各种西方政治文化思潮，如“马克思列宁主义”、“国家社会主义”，也传入中国。中華文化在中国大陸的文化大革命期间遭受较大损失，全國各地被毀文物、被殺文人较多。目前，在政治思想上，中华人民共和国仍烙有马列主义的特征，但近年来随着经济的崛起，很多大陆民众逐渐恢复民族自信，建立在现代社会基础之上的中国传统文化和以儒家为主体的中国传统信仰的恢复、发展也越来越得到重视。
中国文化的地域性也很强烈。除了一些普遍的特征之外，十里不同风，百里不同俗。1990年以后，随着中国其他地区的人员向各个主要城市的迁移（例如北京、上海、广州，其目的主要为经济利益），导致各地不同的风俗大量涌入少数几个城市，并对目的城市的文化造成影响。中国的少数民族有着自己独特的、丰富多彩的文化。然而近年来一些地方由于过度关注于经济发展，未能完好地保护或保存当地的民俗文化，一些地方的传统文化濒临失传。但现在部分传统中华文化也被年轻人追捧，譬如汉服文化、中国传统乐器文化等。

## 备注
1. ↑  
《尚書正義》疏「皇天」句：「大天已付周家治中國民矣，能遠拓其界壤，則於先王之道遂大。」

《尚書·召誥》：「天既遐終大邦殷之命，茲殷多先哲王在天，越厥後王后民，茲服厥命。厥終，智藏瘝在……皇天上帝，改厥元子茲大國殷之命。惟王受命，無疆惟休，亦無疆惟恤……我不可不監于有夏，亦不可不監于有殷……今王嗣受厥命，我亦惟茲二國命，嗣若功。」

《尚書·多士》：「肆爾多士！非我小國（指周）敢弋殷命。」

《尚書·多方》：「王若曰：『猷告爾四國多方，惟爾殷侯尹民。我惟大降爾命，爾罔不知。』」

《尚書·泰誓中》：「（商）受有億兆夷人，離心離德。」

《詩經·民勞》：「民亦勞止、汔可小康。惠此中國、以綏四方。」

《毛詩正義》疏上句：「中國，京師也。四方，諸夏也……中國之文，與四方相對，故知中國謂京師，四方謂諸夏。若以中國對四夷，則諸夏亦為中國。言各有對，故不同也。」

東北師範大學張未民《〈詩經〉與中國》 再釋上句：「历代经学家或注『中国』为『国中』，或注『中国』为『京师』，并无不妥。但我们今天还应指出……『国』，在諸侯是周王室的封邦建国即封国，而在周王室则是自封的受天命居天下之中的『中国』。『中国』超越『国中』的结果是，『中国』为周王室所专有，象征着天赋般的中央权力，而不会将其用在諸侯国身上。召穆公等指责厉王而忧心如焚就在于他们面对的不是一般的封国，而是『中国』。」[18]

《詩經·蕩》：「文王曰咨、咨女殷商。女炰烋于中國、歛怨以為德……文王曰咨、咨女殷商……內奰于中國、覃及鬼方。」

《毛詩正義》疏上句：「中國是九州，覃及是及遠，故知『鬼方，遠方』，未知何方也。」

《詩經·桑柔》：「天降喪亂、滅我立王。降此蟊賊、稼穡卒痒。哀恫中國、具贅卒荒。」

《孟子》：「我欲（於）中（齊）國而授孟子室，養弟子以萬鍾，使諸大夫國人皆有所矜式。」
2. ↑  《周禮·夏官司馬》：「乃辨九服之邦國，方千里曰王畿，其外方五百里曰侯服，又其外方五百里曰甸服，又其外方五百里曰男服，又其外方五百里曰采服，又其外方五百里曰衛服，又其外方五百里曰蠻服，又其外方五百里曰夷服，又其外方五百里曰鎮服，又其外方五百里曰藩服。」
《尚書·畢命》：「澤潤生民，四夷左衽」
《戰國策·卷十九·趙策二》：「中國者，聰明叡知之所居也，萬物財用之所聚也，賢聖之所教也，仁義之所施也，詩書禮樂之所用也，異敏技藝之試也，遠方之所觀赴也，蠻楚之所義行也。」
《周禮‧王制》：「中国戎夷，五方之民，皆有性也，不可推移。」
《新書·卷六》：“天子有道，守在四夷”

如果四夷攻佔中國土地，則稱為四夷執中國、有中國：
《公羊傳·僖公二十一年》：「執宋公以伐宋。孰執之？楚子執之。曷為不言楚子執之？不與夷狄之執中國也。」
《左傳·昭公九年》：「伯父惠公歸自秦，而誘（允姓）以來，使偪我諸姬，入我郊甸，則戎焉取之。戎有中國，誰之咎也？」
3. ↑  《何尊銘文》中的「中或」闡釋為成周（今洛陽）地區無異議[23]。西周時「國」自「或」分化，「域」字可能稍晚於東周才從「國」字分化[24]，因此研究金文、甲骨文的學者，一律將「或」字釋為「國」字[25]，但該「或」字實際是「域」意，對大眾而言，該「或」字可能更適宜被釋為「域」。後世文獻裡「國」雖然也有地域的意思，卻是衍生自「家國、邦國」這個含義，如《公羊傳·昭公二十五年》：「有鸛鵒來巢。何以書？記異也。何異爾？非中國之禽也，宜穴又巢也。」《詩經·周南·漢廣·序》：「文王之道，被於南國，美化行乎江漢之域。」《相思》：「紅豆生南國，春來發幾枝？」「國」的都城之義亦然，如《春望》：「國破山河在，城春草木深。」
4. ↑  周夷王時，楚一度自認蠻夷，對天子無禮，《史記·楚世家》：

熊渠曰：「我蠻夷也，不與中國之號謚。」

楚熊通怒曰：「吾先鬻熊，文王之師也，蚤終。成王舉我先公，乃以子男田令居楚，蠻夷皆率服，而王不加位，我自尊耳。」

但至公元前672年（春秋早期），這一情況就被改變，《史記·楚世家》：（楚）結舊好於諸侯。使人獻天子，天子賜胙，曰：「鎮爾南方夷越之亂，無侵中國。」於是楚地千里。

湖北方言「不服周」之正字，應為「不服諏」[27]
5. ↑  《尼布楚条约》正式文本为拉丁文，并沒有漢文本，所以這不是國際条约中首次出現漢文的“中国”一詞。不过汉文界碑中用到“中国”一词，对应拉丁文本中的Imperium Sinicum（中华帝国），满文本中则为汉文“中国”一词的意译。
6. ↑  日语： Morokoshi
7. ↑  日语： Kara
8. ↑  日语： Tōdo
9. ↑  子曰：「君子不器。」朱熹的解讀是：「器者，各適其用而不能相通。成德之士，體無不具，故用無不周，非特為一才一藝而已。」
10. ↑  子貢贖魯人於諸侯，來而讓不取其金，這種做法便受到孔子的批駁。
11. ↑  如孔子所著的《易經·繫辭》中，如「易有太極，是生兩儀，兩儀生四象，四象生八卦，八卦定吉凶，吉凶生大業。」「神無方而易無體，一陰一陽之謂道。」柳詒徵：孔子「形而上之原理，與老子所見正等」。
12. ↑  史官可以一方面看到官府過去的檔案與典籍，一方面為朝廷作記錄，自然可以造就出一些通識古今，深明世故的人，《漢書》藝文志：「道家者流，蓋出於史官，歷記成敗存亡禍福古今之道，然後知秉要執本，清虛以自守，卑弱以自持，此君人南面之術也。」此代表人物有老聃[參 4]
13. ↑  老子曾在他的著作中說：「有物混成，先天地生。蕭呵！寥呵！獨立而不改，可以為天地母。吾未知其名，強名之曰道」[參 6]

## 延伸閱讀
- 胡耀华：〈对“中国”概念演变及地缘内涵的分析 （页面存档备份，存于）〉。
- 黃俊傑：〈論中國經典中「中國」概念的涵義及其在近世日本與現代台灣的轉化 （页面存档备份，存于）〉。
- 赵冈：〈论中国传统社会的性质 （页面存档备份，存于）〉。

34°12′25″N 113°49′44″E / 34.207°N 113.829°E